# امپراتوری روم غربی
امپراتوری روم غربی (به لاتین: Imperium Romanum occidentale) به عنوان یک ارگان دولتی خودمختار، پس از مرگ امپراتور تئودوسیوس یکم در سال ۳۹۵ میلادی پدید آمد؛ تئودوسیوس تصمیم گرفت قلمروهای وسیعی که بیش از هر زمان دیگری در برابر فشار بربرها آسیب‌پذیر بودند را به دو پسرش واگذار کند: به آرکادیوس، پسر بزرگترش، حکومت بر بخش شرقی امپراتوری و به هونوریوس، پسر کوچکترش، نیز بخش غربی امپراتوری به ارث رسید.‌
تئودوسیوس بر این قصد نبود که دو ارگان سیاسی متفاوت و کاملاً مستقل از یکدیگر ایجاد کند. در عوض قصدش این بود که آنان را با یکدیگر پیوند بزند. این انفصال باید در حقیقت بنیادی کاملاً دیوان‌سالاری و اداری داشته باشد یا اینکه در ارتباط با مسئلهٔ دفاع نظامی بوده‌است.
از اکنون به بعد، این دو تودهٔ عظیم امپراتوری به‌ترتیب امپراتوری روم شرقی (بیزانس) و امپراتوری روم غربی را تشکیل دادند، و دیگر بیش از این با یکدیگر متحد نشدند و هر یک دو مسیر توسعهٔ مجزا از یکدیگر در پیش گرفتند. آرمان متحد کردن این دو پاره تا مدتی مدید در اذهان باقی‌ماند و تا ۴۷۶ میلادی خاموش نشد؛ یعنی زمانی‌که پادشاه هرولی‌ها، اودوآکر، آخرین امپراتور روم غربی، رومولوس آگوستولوس، را از تخت خلع کرده و نشان‌های امپراتوری (شامل دیهیم، عصای سلطنتی، توگای مزین به طلا، شمشیر و ردای قرمز) را به امپراتور شرقی، زنون، داد.
زنون نیز به‌نوبه خود ایتالیا و روم ــ مرکز تمدن رومی ــ را به‌عنوان بخشی از امپراتوری می‌نگریست، در حالی‌که اودوآکر و سپس تئودوریک در تئوری نقش حکمرانان نیابتی امپراتور بیزانسی را داشتند ولی در عمل پادشاهانی خودمختار بودند.
حتّی امپراتور بیزانسی، ژوستینین یکم نیز تلاش نمود پس از سقوط روم غربی دو پارهٔ امپراتوری را با یکدیگر متحد سازد، پروژه‌ای که البته با اظهار وجود پادشاهی‌های فرانک‌ها، ویزیگوت‌ها، لومباردها و نیز تولد امپراتوری مقدس روم در سده‌های آینده به پایان رسید.

## مساحت و تقسیم‌بندی
در لحظهٔ مرگ تئودوسیوس اول، آخرین امپراتور یگانهٔ سراسر روم و متعاقب آن تقسیم قطعی امپراتوری به دو بخش شرقی-غربی در سال ۳۹۵، بخش غربی امپراتوری فرمانداری پرایتوری گالیا و فرمانداری پرایتوری ایتالیا و آفریقا و بخشی از فرمانداری پرایتوری ایلیریکوم را به ارث برد در حالی‌که برای بخش شرقیِ امپراتوری، فرمانداری پرایتوری شرق و بیشترِ ایلیریکوم به ارث رسید. باید تأکید داشت که ایلیریکوم میان دو امپراتوری تقسیم شد و همین سرچشمه اختلافات مداومی بود که بلافاصله پس از مرگ تئودوسیوس میان دو امپراتوری بروز کردند.
در پایان سدهٔ چهارم میلادی که امپراتوری روم غربی ظهور کرد کل مساحتش بیش از ۲/۵ میلیون کیلومتر مربع بود با جمعیتی که تخمین آن دشوار است امّا، با هر احتمالی، باید بین ۲۰ و ۲۵ میلیون نفر بوده باشد.
در سدهٔ آینده در کل جهان رومی-غربی شاهد یک تنزل جمعیتی بر اثر جنگ‌ها، قحطی‌ها و اپیدمی‌ها بود. در حقیقت اقامت اقوام بربر در تقریباً کل مناطق اروپای غربی و آفریقا، نتوانست جبران تلفاتی را بکند که جمعیت بومی متحمل شده بود. گروه‌های قومی بربر، به‌خصوص با اصل و نسب ژرمن، در تقریباً کل امپراتوری روم غربی سهم ناچیزی نسبت‌به جمعیت رومی یا رومی‌شده داشتند؛ سهمی که با هر احتمالی از ۷ یا ۸ درصد فراتر نمی‌رفت.

## نشانه‌های جدایی (۳۹۵–۳۶۴)

### والنتینیانوس (۳۷۵–۳۶۴)
پس از تقسیم‌بندی‌های اداری امپراتوری در طول دهه‌های پیشین، نشانهٔ بارزتر جدایی شرق و غربِ امپراتوری با به تخت نشستن والنتینیانوس اتفاق افتاد، امپراتوری که در فوریه ۳۶۴ میلادی در نیقیه امپراتور شد. این حاکم جدید باید مأموریت غیرممکنِ مدیریت اوضاع شکننده نظامی را به تنهایی عهده‌دار می‌شد، وضعیتی که هم در طول نواحی غربیِ امپراتوری یعنی سرحد دانوب و راین بر اثر عبور هر چه بیشترِ قبایل بربر [از این رودها] در شرف پدید آمدن بود، و هم در نواحی شرقیِ امپراتوری یعنی جایی که شاهنشاهی ساسانی از مدت‌ها پیش به‌عنوان جنگجوترین رقیب روم و ارتش او مستقر شده بودند. در بهار همان سال، والنتینیانوس برادر خود، والنس، را به‌عنوان آگوستوس برگزید و قسمت شرقی امپراتوری را بدو تفویض نموده و خود قسمت غربی امپراتوری را در اختیار گرفت.
فعالیت‌های والنتینیانوس که هدفش تحدید پیشروی بربرهایی بود که به سرحدهای ژرمانیا فشار می‌آوردند، با ایجاد سرحدهای تنومندی که از دریای شمال و دهانه راین تا آلپ رتی امتداد داشت، محقق شدند. والنتینیانوس به‌سان و حتّی بیشتر از اسلاف خود، به سربازگیری از میان مزدوران متوسل می‌شد، امری که به دستیابی بسیاری از ژرمن‌ها به مناصب کلانتری نظامی-غیرنظامی انجامید و «بربرگونه کردن» تدریجی کادر اداری، دیوان‌سالاری و ارتش روم را در پی داشت. والنتینیانوس در ۳۷۵ میلادی در پانونیا بر اثر سکته مغزی درگذشت. در غرب امپراتوری، پسرش گراتیانوس جانشین او شد ولی قسمت شرقی امپراتوری همچنان توسط برادرش والنس اداره می‌شد.

### شروع بحران: جنگ گوتی و نبرد آدریانوپل (۳۸۲–۳۷۶)
بین تابستان و پائیز سال ۳۷۶ میلادی، ده‌ها هزار مهاجر شامل گوت‌ها و دیگر اقوام که بر اثر یورش هون‌ها از زمین و کاشانه خود رانده شده بودند، به دانوب رسیدند و خواستار پناهندگی به والنس، امپراتور بخش شرقی روم، شدند که به آن‌ها اجازه دهد در کرانه‌های جنوبی دانوب مستقر شوند. در حقیقت این رود آنان را از یورش هون‌ها در امان نگه می‌داشت، هون‌هایی که امکانات لازم برای گذر دادن تمام قوای خود از این رود را نداشتند. امپراتور هم با شرایطی کاملاً مساعد بدانان پناهندگی داد: به گوت‌ها وعدهٔ زمین‌های قابل کشت، یارانهٔ گندم، و استخدام در ارتش روم به‌عنوان متحد داده شد. برطبق پروپاگاندای درباری، امپراتور والنس متقبل شد که خلق‌های بربر را با هدف تقویت ارتش خود و افزایش مشمولان مالیاتی بپذیرد امّا برطبق نظر پیتر هیتر، والنس تقریباً وادار شده بود که گوت‌ها را در داخل خاک امپراتوری بپذیرد چراکه او نیروی کافی در بالکان برای ممانعت از گذر آنان از دانوب را نداشته و همچنین نمی‌خواست به ضعف نظامی خود اقرار کند و برای همین دستگاه تبلیغات درباری را مؤظف کرد جنبه‌های مثبت بالقوهٔ پذیرش گوت‌ها در امپراتوری را بزرگ جلوه دهد.
افزون بر این‌ها، تمامی آنانی که وارد قلمرو روم می‌شدند ناچار به تحویل سلاح‌هایشان می‌شدند، امّا برخی هم موفق شدند [بدون تحویل سلاح] از رود عبور کنند، شاید به این خاطر که عملیات‌های گذر از دانوب برای اجتناب از شورش گوت‌هایی که [در آنسوی رود] در انتظار به‌سر می‌بردند تسریع شدند، و همین مانع از آن شد که [رومیان] به‌طور کامل تجهیزات و اثاث مهاجران را کنترل کنند. وجود یک اقامت‌گاه شلوغ در یک نقطهٔ کوچک سبب کمبود خوراک در میان گوت‌ها شد، و امپراتوری نیز در حدی نبود که نه با زمین‌های قابل کشت و نه با تدارکاتی که وعده داده بود، این مشکل را حل کند. گوت‌ها، که بیش از این تدارکاتی چندان نداشتند، خود را ناچار به خوردن گوشت سگ دیدند؛ گوشت‌هایی که با یک سگ در ازای هر پسربچهٔ گوت که به عنوان اسیر تحویل رومیان می‌شد، فراهم می‌شدند.
بدرفتاری‌ها به حدی بودند که گوت‌ها در نهایت شوریدند و بالکان را ویران ساختند. والنس هم تهدید گوت‌ها را (نسبت به دشمن همیشگی رومیان، ساسانیان) دست‌کم می‌گرفت و ارتش را در سرحدات شرقی به‌صورت آماده‌باش نگه‌می‌داشت؛ و نیروهای موجود در تراکیه هم به حدی کافی نبودند که شکستی قاطع به گوت‌ها وارد کنند. در همین موقع، گوت‌ها نیز خود را در وضعیتی به همان اندازه دشوار یافتند: نیاز به بدست آوردن مقدار زیادی غذا، آنان را واداشت که به صورت گروه‌هایی با تعداد کمتر حرکت کنند، و همین امر آنان را به طعمه‌ای بالقوه برای پاتک‌های نیروهای روم مبدل ساخت.
با انعقاد معاهده صلحی ناخوشایند با پارس‌ها، امپراتور شرقی (والنس) توانست ستون فقرات ارتش خود را به بالکان ببَرَد تا بالاخره مُهر پایانی به یغماگری گوت‌ها بزند. با رسیدنش به کنستانتینوپل، والنس در همان مکان منتظر رسیدن نیروهای گراتیانوس (امپراتور غرب یا برادرزاده‌اش) ماند. با این‌حال پیش از اینکه گراتیانوس فرا برسد، والنس به‌واسطهٔ جاسوسان آگاه شد که شمار گوت‌ها تنها ۱۰/۰۰۰ نفر است، خبری که بعداً مشخص شد غلط بوده‌است. وی که می‌پنداشت که به‌لحاظ عددی دست بالاتر را دارد و نمی‌خواست افتخار پیروزی در نبرد را با گراتیانوس شریک شود، با اقدامی غیرعقلانی با گوت‌ها در هادریانوپولیس (ادرنه امروزی) رویارو شد (بنگرید به:نبرد آدریانوپل)، نبرد را باخت و خود کشته شد (۹ اوت ۳۷۸). قدیس امبروسیوس در این نبردِ تاریخیِ ویرانگر به‌حال ارتش روم، نشانه‌ای از پایان قریب‌الوقوع جهان را دید.
البته جهان به پایان خود نرسید امّا امپراتوری روم متحمل ضربه‌ای بس سنگین شد. اکنون که امپراتور بخش شرقی یعنی والنس کشته شده بود، گراتیانوس، امپراتور بخش غربی، که در شانزده سالگی جانشین پدرش شده بود، احساس نمی‌کرد در حد و اندازه‌ای باشد که به‌همراه برادر ناتنی‌اش والنتینیانوس دوم که تنها شش سال داشت، کل امپراتوری را اداره کند؛ برای همین در ژانویه ۳۷۹ میلادی تئودوسیوس اول را به عنوان آگوستوسِ بخش شرقی امپراتوری اعلام کرد و ایالات مقدونیه و داکیه را بدو سپرد، ایالاتی که توسط ویزیگوت‌های شورشی تهدید شده بودند. ویزیگوت‌ها به بالکان رخنه نموده و ویرانی‌های دهشت‌باری برجای گذاشته بودند. امپراتور جدید، هنگامی که هنوز ارتش بخش شرقی به‌طور تمام و کمال بازسازی نشده بود، خود را ناچار دید با ارتشی نامتجانس که شمارَش از ۱۰/۰۰۰ مرد فراتر نمی‌رفت با گوت‌ها مواجه شود؛ در نبردی که پیش آمد (۳۸۰ میلادی) وضعِ فروتر را داشت، با این‌حال تلفات سنگینی گزارش نشد.
اینچنین بود که امپراتور شرق (تئودوسیوس) ناچار شد به دیپلماسی متوسل شود و در ۳۸۲ میلادی در عوضِ صلح با گوت‌ها، به آنان حالت foederati یا متحدان بدهد [و آنان را به‌رسمیت بشناسد]. این متحدان دارای درجه مشخصی خودمختاری از روم بودند، به امپراتوری مالیات پرداخت نمی‌کردند، و در عوضِ دستمزدی که می‌گرفتند ـ خواه به‌صورت سکه و خواه با واگذاری زمین ـ باید در موقع نبردهای به خصوصِ نظامی، نیرو در اختیار ارتش روم قرار می‌دادند. در حقیقت چنین سیستمی سلاح (شمشیر) دو لبه‌ای بود که صرفاً «یورش خشن» را با نوع «صلح‌آمیز» آن جابجا کرد، و بربرها را قادر ساخت امپراتوری را از داخل ویران کنند. یک سخنور به نام تمیستیوس امیدوار بود که گوت‌ها به‌زودی در فرهنگ [و تمدن] رومی حل شوند ــ چنان‌که در گذشته برای گالاتان‌ها این اتفاق افتاده بود ــ و دیگر تهدیدی برای امپراتوری نباشند، امّا وقایع آینده خلاف این خوش‌بینی را نشان دادند. اقوام تروینگی و گروتونگی ـ که از ائتلاف آنان قوم ویزیگوت‌ها سر برآورد ـ به‌زودی یک پادشاهی مستقل در گالیا و هیسپانیا پدیدآوردند و در سقوط امپراتوری روم غربی نقشی ایفا کردند.

### تئودوسیوس (۳۹۵–۳۷۹)

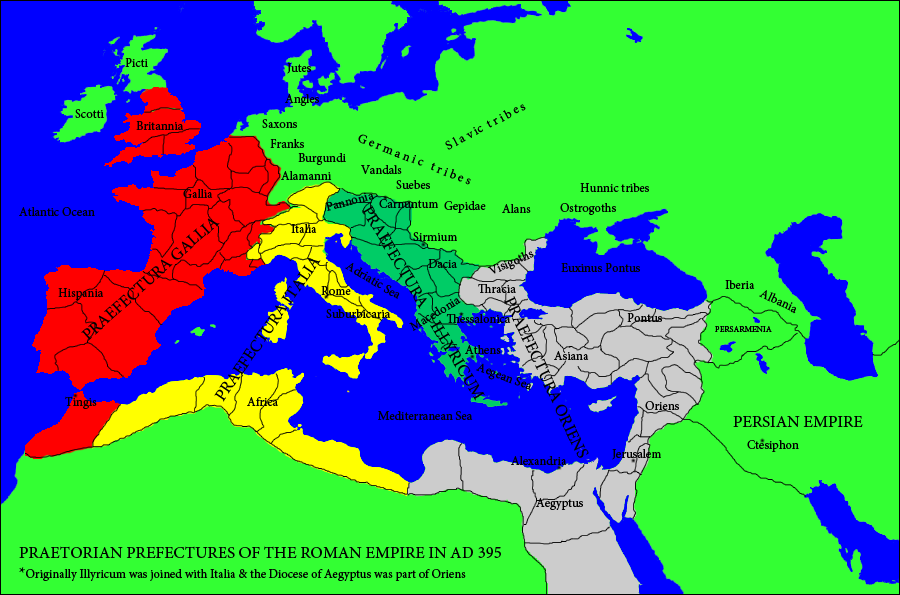
امپراتوری روم به هنگام مرگ تئودوسیوس کبیر در سال ۳۹۵ به چهار فرمانداری پرایتوری تقسیم شده بود: فرمانداری پرایتوری شرق (رنگ خاکستری) و فرمانداری پرایتوری ایلیریکوم (رنگ سبز تیره) که به امپراتوری روم شرقی واگذار شدند؛ فرمانداری پرایتوری ایتالیا و آفریقا (رنگ زرد) و فرمانداری پرایتوری گالیا (رنگ قرمز) که به امپراتوری روم غربی واگذار شدند. در این میان فرمانداری ایلیریکوم که متعلق به امپراتوری روم شرقی بود، مورد ادعای روم غربی بود و همین سرچشمه اختلافات دو امپراتوری شد.

از دیدگاه مذهبی، پس از به قدرت رسیدن تئودوسیوس اول، تحکیم هرچه بیشتر مسیحیت پدیدار شد، مسیحیتی که تاکنون نیز مذهب مسلط امپراتوری بود. در واقع این آگوستوسِ (امپراتور) جدید، با هدف تبدیل مسیحیت به ابزاری برای متصل کردن دو پارهٔ امپراتوری، خواستار گسترش این آئین بود (فرمان سالونیک، ۳۸۰ میلادی)، و بدین‌گونه مسیحیت جای عقاید باستانی و آریانیسم را گرفت، عقایدی که حالا دیگر منع شده یا مورد مخالفت قرار گرفته بودند.
در سال ۳۸۳، ارتش بریتانیا یک ژنرال با اصالت هیسپانیایی به نام مانیوس ماکسیموس را آگوستوس خواند، و او فوراً با ارتشی در گالیا پیاده شد تا آنرا به تصرف خود درآورَد. گراتیانوس از تری‌یر به ملاقات این غاصب آمد، امّا به‌سبب نقض‌عهدهای بسیار در میان سربازان خودش، به لوگدونوم پناهنده شد، جایی‌که به‌دست یکی از افسران ماکسیموس به نام آندراگاتیوس کشته شد. مانیوس ماکسیموس نیز از این فرصت برای اشغال ایتالیا و آفریقا در ۳۸۷ سود جُست. والنتینیانوس دوم (که به همراه تئودوسیوس حاکم بخش شرقی امپراتوری بود) که نگران زندگی خود بود به سالونیک (در بخش شرقی امپراتوری) گریخت. تئودوسیوس که پس از مرگ گراتیانوس، مانیوس ماکسیموس را به‌عنوان آگوستوسِ بخش غربی امپراتوری به‌رسیمت شناخته بود، در ۳۸۳ پسرش آرکادیوس را هم به‌عنوان آگوستوس شناخت. چند سال بعد ماکسیموس نیز از این کار الگو گرفت و پسر خود فلاویوس ویکتور را آگوستوس خواند. با این دو پسر جوان اوضاعی بس پیچیده شروع به ظهور کرد: اکنون درست پنج شخص، که در میان آنان هم آگوستوسهای مشروع و هم غاصبان به‌چشم می‌خوردند، در بالاترین رأس امپراتوری جای گرفته بودند. امّا این همپوشانیِ مناصب چندان به‌درازا نکشید: تئودوسیوس ضمن نبردی در آکویلیا در سال ۳۸۸ مانیوس ماکسیموس را شکست داد و این ژنرال هیسپانیایی اعدام گردید و همین سرنوشت در گالیا بر سر پسرش ویکتور هم آمد. بدین‌سان والنتینیانوس دوم توسط تئودوسیوس به جایگاه خود به‌عنوان آگوستوسِ بخش غربی امپراتوری بازگردانده شد.
تئودوسیوس، حاکم واقعی سیاست امپراتوری، والنتینیانوس را به تری‌یر فرستاد که از این شهر می‌توانست بخش غربی امپراتوری را با کمک ژنرال آربوگاست اداره کند، امّا محتملاً توطئه‌های درباری قتل این امپراتور جوان را در ۳۹۲ رقم زدند. تئودوسیوس که برای سه سال میان رم و میلان دررفت و آمد بود، به شرق بازگشت تا جای خود را در آنجا مستحکم کند و از فشارها و مداخلات قدیس امبروسیوس به‌دور باشد؛ کشیشی که تئودوسیوس سعی می‌کرد در برابرش مقاومت کند و یک سیاست محدود کننده در برابر قدرت کلیسا به‌منصه اجرا گذارد. حادثهٔ قتل‌عام سالونیک در سال ۳۹۰ میلادی به قدیس امبروسیوس این قدرت را داد که یک عذرخواهی به امپراتور تئودوسیوس تحمیل کند و از این سال تئودوسیوس ناچار شد سیاست مذهبی خود در برابر مرتدها، پاگان‌ها و زنادقه را بازتعریف کند.
یک فرمان صادر شده در ۲۴ فوریه ۳۹۱، تعطیلی تمامی معابد [ــِـ بت‌پرستان] را الزامی ساخت و هر گونه کیش بت‌پرستی را ــ ولو در شکل خصوصی‌اش ــ منع کرد. تعقیب و آزار نظام‌مند علیه عقاید غیرمسیحی سبب بروز واکنش از سوی پاگانیستها در برابر تئودوسیوس گردید، به‌ویژه در ایتالیا. با بازگشت به کنستانتینوپول، امپراتور تئودوسیوس باید با اعتراضات طرفداران پاگانیسم که اکنون دیگر رو به غروب بود، دست و پنجه نرم کند، پاگان‌هایی که در شخصیّت سخنوری به‌نام فلاویوس یوگنیوس یک مدافع سرسخت و خستگی‌ناپذیر برای خود یافته بودند. یوگنیوس با پشتیبانی آربوگاست و بسیاری از اعضای طبقه سناتورهای رومی، در ۲۲ اوت ۳۹۲ به‌عنوان آگوستوسِ بخش غربی امپراتوری اعلام شد امّا از سوی تئودوسیوس به‌عنوان همکار به‌رسمیت شناخته نشد. تئودوسیوس در عوض پسر دوم خود به نام هونوریوس را شریک (همکار) تاج و تختش ساخت، با این هدف که او را بر تاج و تخت بخش غربی امپراتوری بنشاند، و خود با ارتشی روانه ایتالیا شد. در نبرد فریگیدوس، نه‌چندان دور از آکویلیا، در ۶ سپتامبر ۳۹۴ میلادی نیروهای یوگنیوس و اربوگاست را شکست داد.
تئودوسیوس که رقبایش را حذف کرده بود، برای چند ماهی یگانه امپراتور باقی‌ماند و در ۱۷ ژانویه ۳۹۵ میلادی درگذشت. گیبون انگلیسی می‌نویسد که با درگذشت تئودوسیوس: «... همچنین روح و روان روم نیز درگذشت. او آخرین کَس از جانشینان آگوستوس بود که به‌تنهایی ارتش‌ها را در جنگ رهبری می‌کرد و اقتدارش در تمامی امپراتوری به‌رسمیت شناخته شده بود». امپراتوری روم حال برای دو تن از پسرانش به ارث رسید: به آرکادیوس، پسر ارشدش، قسمت شرقی امپراتوری و به پسر کوچکترش هونوریوس نیز قسمت غربی امپراتوری به ارث رسید. از این لحظه، جدایی دو بخش شرقی و غربی دیگر قابل جبران نبود و دو تکه‌پارهٔ مجزا شروع به شکل گرفتن کردند: یکی امپراتوری روم غربی و دیگری امپراتوری روم شرقی.

## هونوریوس (۴۲۳–۳۹۵)

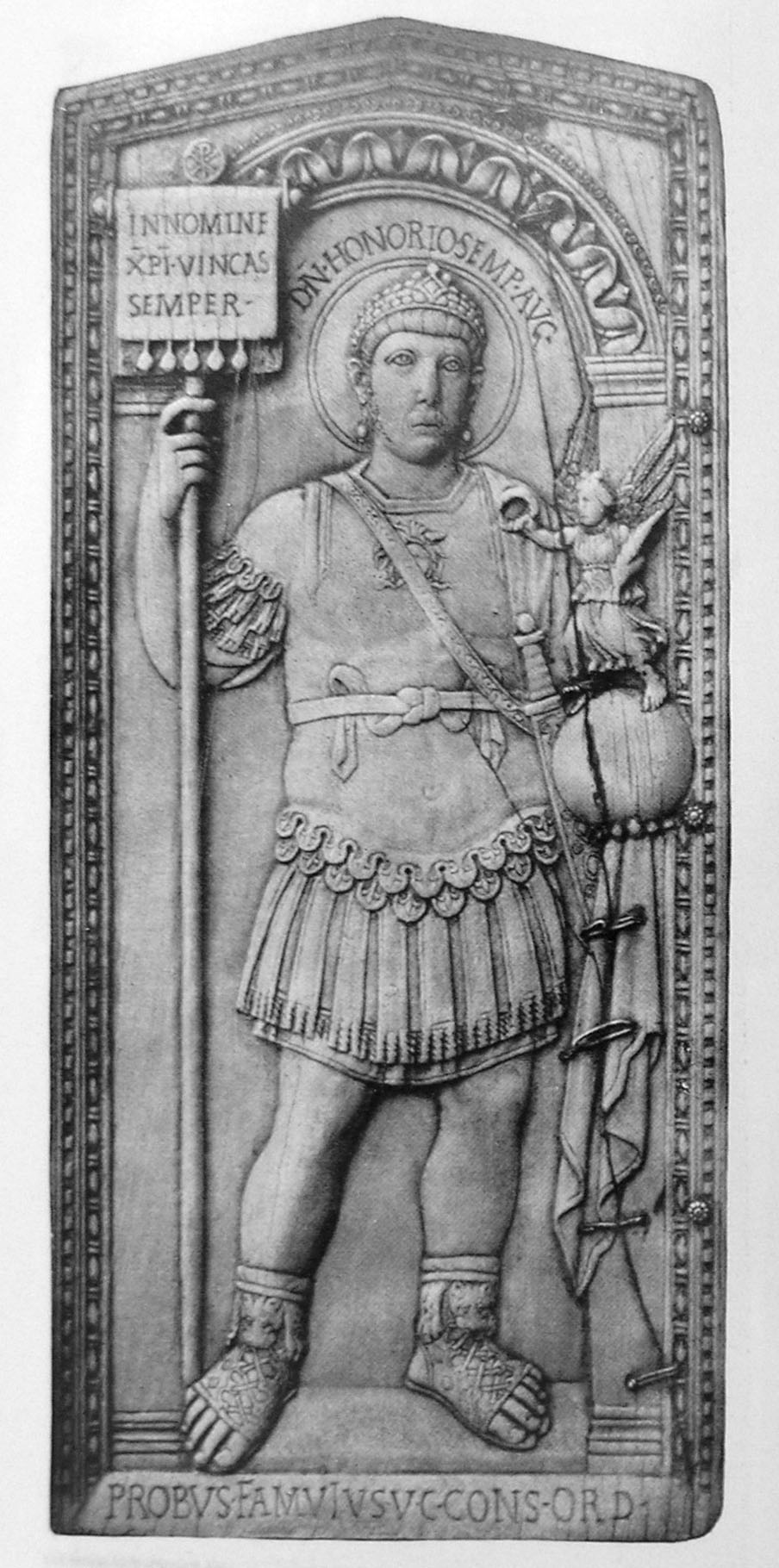
اولین امپراتور روم‌غربی، فلاویوس هونوریوس بر روی یک دولوحی در سال ۴۰۲ میلادی

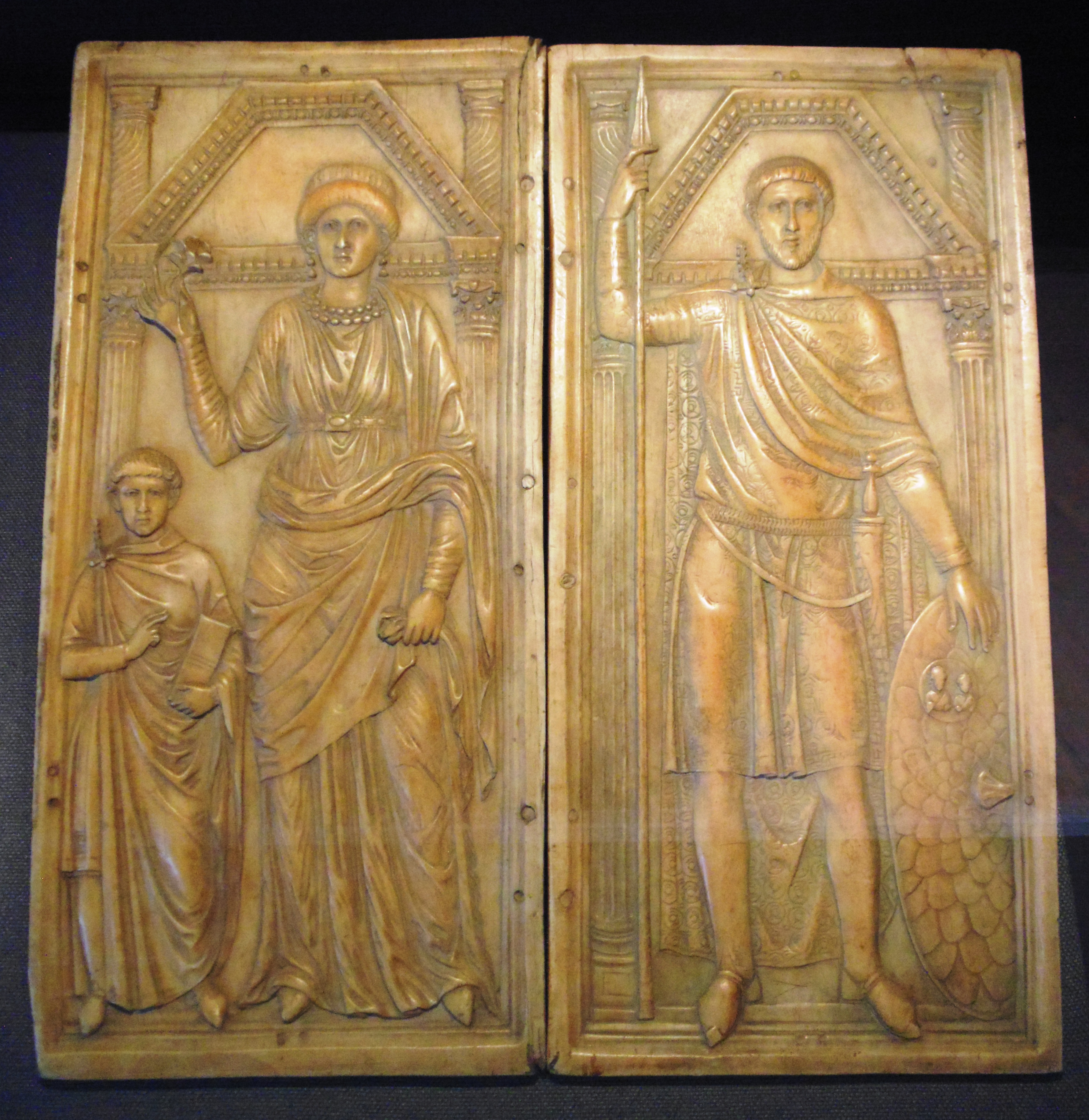
فلاویوس استیلیکو (راست) بر روی یک دو لوحی، مونتزا، ایتالیا

هونوریوس، همچون برادر بزرگش آرکادیوس، کیفیات و خصایص [شخصیّتی] پدر خود را به ارث نبُرد. او حاکمی دیندار و مؤدب، امّا کله‌شق و ناشی بود، و به‌گفته برخی، هیچ نبود.

### نایب‌السلطنتی استیلیکو (۴۰۸–۳۹۵)
هونوریوس تنها در سن یازده‌سالگی وارث تاج و تخت شده بود، برای همین تئودوسیوس مقرر کرده بود که یکی از افسران ارشداو به نام فلاویوس استیلیکو از سال ۳۹۳ نایب‌السلطنه او شود. استیلیکو که پسر یک واندال و زنی رومی بود، اینچنین خود را ناچار به رهبری امپراتوری‌ایی دید که مشخصاً بر اثر جنگ‌های مداوم داخلی و قبایل بربر ژرمن‌تباری که به مرزهایش فشار می‌آوردند، تضعیف‌شده بود؛ امّا در آن دوران هنوز مستحکم بود و در موضعی به‌مراتب امن‌تر نسبت‌به روم شرقیِ (که ثروتمندتر ولی آسیب‌پذیرتر بود) قرار داشت. این حقیقت از سربازان لاتین‌زبانی که از حوزه دانوب دفاع می‌کردند، فهمیده می‌شود، دانوبی که «... آسیب‌پذیرترین بخش امپراتوری، با شهرهایی بیش‌ازحد پُرجمعیت و روستائیانی گریزان از جنگ» بود.
به‌نظر می‌رسد استیلیکو ادعا داشت که سرپرست و نایب‌السطنهٔ هر دو پسر تئودوسیوس می‌باشد، و همین امر روابطش با دربار بخش شرقیِ امپراتوری را دستخوش بحران ساخت، چراکه نایب‌السلطنه‌های آرکادیوس (روم شرقی) کوچکترین قصدی مبنی‌بر واگذاری اقتدارشان به استیلیکو را نداشتند؛ علت دیگری که برای اختلاف با دربار کنستانتینوپل وجود داشت همانا مناقشه بر سر ایالت ایلیریکوم شرقی بود که در زمان تئودوسیوس به روم شرقی واگذار شده بود امّا استیلیکو مدعی بود متعلق به روم غربی است.
ویزیگوت‌های متحدهاز این کشمکش‌های میان دو تکهٔ امپراتوری سود جُسته، سر به شورش برداشته و آلاریک یکم را به‌عنوان یگانه رهبر خود برگزیدند. برطبق گفتهٔ بسیاری از پژوهشگران، ویزیگوت‌های آلاریک همان گوت‌هایی بودند که در نبرد آدریانوپل در ۳۷۸ میلادی ارتش والنس را شکست دادند و در سال ۳۸۲ توسط تئودوسیوس به‌عنوان متحده‌ در بالکان اسکان داده شده بودند؛ اینان در نبردها بر علیه غاصبان قدرت مانند مانیوس ماکسیموس (۳۸۸–۳۸۷) و یوگنیوس (۳۹۳–۳۹۲) مورد استفادهٔ تئودوسیوس قرار گرفتند و در طول نبرد فریگیدوس تلفات بسیار متحمل شدند، نبردی که در آن، به‌گفته ارسیوس، تئودوسیوس دو پیروزی به‌دست‌آورد: یکی پیروزی بر یوگنیوسِ غاصب و دیگری بر گوت‌های متحده‌ای که در ارتش خودش خدمت می‌کردند. برطبق آنچه پیتر هیتر می‌گوید، تلفات در این نبرد، گوت‌ها را به شورش واداشت تا امپراتوری را وادار کنند در باب اتحاد سال ۳۸۲، با شرایطی بهتر به حال گوت‌ها دوباره مذاکره کنند: چندان معلوم نیست که گوت‌ها چه هدفی داشتند امّا با هر احتمالی، خواستهٔ گوت‌ها شامل به‌رسمیت شناختن یک رهبر واحد در میان خودشان (آلاریک) و انتصاب او به مقام ژنرالی در ارتش روم بود.
ویزیگوت‌ها این حقیقت که آلاریک به منصبی عالی در ارتش روم دست پیدا نکرده (این منصب را تئودوسیوس هم به آلاریک وعده داده بود) را بهانه قرار داده و به تراکیه و مقدونیه تجاوز کردند: در این زمان سوءظن‌هایی مبنی‌بر زد و بند ویزیگوت‌ها با فرمانده ایالات شرقی روم آقای فلاویوس روفینوس وجود داشت که همو بوده آلاریک را به شورش واداشته است. استیلیکو برای نجات امپراتوری شرقی وارد عمل شد و با نیروهایش در برابر آلاریک به‌راه افتاد، امّا آرکادیوس که تحت نفوذ روفینوسی بود که با استیلیکو دشمنی داشت، به آن دسته از نیروهای خودش که در ارتش استیلیکو حضور داشتند، فرمان عقب‌نشینی به شرق داد. در شرق البته این ترس وجود داشت که مبادا استیلیکو قصد تسلط بر کنستانتینوپل (پایتخت روم شرقی) را داشته باشد. استیلیکو هم نیروهایش را با اطاعت از فرمان عقب‌نشینی به غرب فرستاد و ارتشش تضعیف شد. با این‌حال، وقتی نیروهای آرکادیوس به کنستانتینوپل رسیدند، خودِ روفینوس را کشتند: سوءظن‌های بسیاری وجود داشت که این استیلیکو بوده که نیروها را به کشتن روفینوس برانگیخته است.
در ۳۹۷ میلادی، آلاریک به پلوپونز حمله‌ور شد امّا استیلیکو با وی رویارو شد، و با وجودی‌که آلاریک را محاصره کرده بود از قتل‌عام ارتش او اجتناب کرد و روی به‌وقت‌کشی آورد؛ احتمالاً قصد آنرا داشت که با آلاریک در باب اتحادی بر ضد کنستانتینوپل مذاکره کند. محتملاً به‌سبب همین مداخلاتِ استیلیکو در امور امپراتوری شرقی بوده‌است که اوتروپیوس، مشاور جدید آرکادیوس، با رأی سنای بیزانس او را دشمن مردم امپراتوری روم شرقی خواند. در این میان، آلاریک که با آرکادیوس به توافقی دست‌یافته بود، از سوی او به فرماندهی ارشد ایلیریکوم برگزیده شد، مقامی که به وی اجازه داد ارتش خود را با نفرات جدید مجهز کند.
در همان سال تضادها میان دو امپراتوری به شورشی در آفریقا منتج شدند: فرماندار آفریقا آقای گیلدو اطاعت خود را متوجه امپراتوری روم شرقی نموده، در برابر روم غربی شورش کرده و تأمین و تدارکات گندمی که از آفریقا برای روم ارسال می‌شد را مختل ساخت. استیلیکو فوراً واکنش نشان داد و ماسکزل که برادرِ گیلدو بود را به‌سوی او گسیل داشت. این شورش فوراً خوابانده شد و آفریقا بار دیگر گندمِ روم و ایتالیا را تأمین کرد؛ هرچند ماسکزل خود تحت شرایطی مشکوک درگذشت، شاید به‌دستور استیلیکو ترور شده باشد.
در این میان، آلاریک که از یک‌سو با نیروهایی که به‌عنوان فرماندار نظامی بدست آورده بود خود را تقویت کرده و از سویی هنوز هم از رفتار رومیان ناخشنود بود، به‌زودی به‌سوی ایتالیا حرکت کرد و موانع اولیه آلپ را در پائیز ۴۰۱ میلادی پشت‌سر گذارد. بدینگونه تهاجم بربرها به امپراتوری روم غربی آغاز شد.

### تهاجمات اولیه (۴۰۶–۴۰۱)
یورش بربرها که تاکنون در درجه نخست متوجه بخش شرقی امپراتوری بود، از سال‌های اولیه سدهٔ پنجم میلادی توجهش معطوف غرب شد. در گذشته برخی پژوهشگران این تغییر رویه را چنین توضیح می‌دادند که امپراتوری روم شرقی از سال ۴۰۲–۴۰۰ قدرت آن را یافته بود که سیاست حذف عناصر ژرمنِ حاضر در کادرهای بالای ارتش را مؤثراً به‌منصهٔ اجرا بگذارد، افزون‌بر این، سیاست عاقلانه‌ای در پیش گرفتند که هدفش دور ساختن تهدید قریب‌الوقوعِ متوجهٔ کنستانتینوپل بود و هدایت آن به‌سوی مرزهای روم غربی بود. امّا در حقیقت [این نظریه که] حضور نیرومند یک جناح ژرمن‌ستیز در کنستانتینوپل که پس از سرکوبی شورش گایناس قدرت را تصاحب کرده و سیاست مؤثری در تصفیه بربرها را در پیش گرفته، در مطالعات اخیر قویاً مورد تردید قرار گرفته‌است. همچنین شواهدی وجود ندارد که آلاریک از سوی وزیران آرکادیوس به یورش به ایتالیا تشویق شده‌باشد، بلکه توضیحات دیگری در این‌باب ارائه شده‌است: به‌نظر می‌رسد که این تغییر رویه بربرها (از شرق به غرب) با انگیزه‌های جغرافیایی مرتبط باشد: موج نخست یورش‌های بربری بیش از همه متوجه بخش شرقی امپراتوری بود چرا که یورش اولیه هون‌ها به اقوامی (مانند گوت‌ها) که در حوزه پائین دانوب ساکن و بنابراین با روم شرقی همسایه بودند ضربه زد. امّا در سال‌های نخست سدهٔ پنجم، اوضاع با تغییر مکان هرچه بیشتر هون‌ها که در حدود ۴۱۰ آنان را در جلگه پهناور مجارستان اسکان داد دگرگون شد؛ همین مهاجرت هون‌ها، اقوام بربر ساکن در غرب کوه‌های کارپات را به‌سوی غرب پیش‌راند و این امر الزاماً آنان را به تجاوز به روم غربی واداشت، غربی که دستیابی به آن برایشان آسانتر از دستیابی به شرق بود؛ [چرا که] تنگه بسفر از استان‌های سرسبز آسیایی در برابر یورش از اروپا حفاظت می‌کرد.
در غرب، لژیون‌ها که در درجه نخست از نیروهای بربر تشکیل شده بودند (در شرق این نسبت اندکی کمتر بود)، تحت فرماندهی یک ژنرال صاحب‌نام به نام استیلیکو بودند. او که تا حدی یک ژرمن بود (پسر یک واندال و زنی رومی) از طریق روابط خویشاوندی به خاندان امپراتوری مرتبط بود (امپراتور هونوریوس دخترش را به ازدواج او درآورده بود) و به‌سبب اعتماد شایسته‌ای که تئودوسیوس کبیر در میدان‌های نبرد به او داشت احساس غرور می‌کرد. همین استیلیکو بود که پس از آنکه آلاریک و ویزیگوت‌هایش از آلپ گذر کردند و شروع به تصرف و غارت ایتالیای شمال-شرقی کرده (نوامبر-دسامبر ۴۰۱) و سپس میلان را هدف گرفتند، با اینان رویارو شد.
ویزیگوت‌ها مکرراً در پولنتسو (۴۰۲) و ورونا (۴۰۳) شکست خوردند و به ایلیریکوم عقب‌نشستند، و در همین حال استیلیکو در تلاش برای تحت کنترل داشتنِ آلاریک، باج مناسبی برای او تضمین کرد. با این‌حال، هیچ‌یک از دو جنگ نامبرده سرنوشت‌ساز نبود، و آلاریک توانست مانند همیشه از فاجعه‌ای اساسی بگریزد. بیش از یک تاریخ‌نگار ادعا می‌کند که در حقیقت استیلیکو، که از حیث سرباز در مضیقه بود، به‌دنبال یک مصالحه یا شاید حتّی یک اتحاد با ارتش قدرتمند ویزیگوت‌ها بود. در واقع، منابع نقل می‌کنند که استیلیکو یک اتحاد با آلاریک بست تا او را در تلاش برای جدا کردن ایالت مورد مناقشهٔ ایلیریکوم شرقی از دست روم شرقی یاری دهد.
خطری که در طول یورش ویزیگوت‌ها پدید آمد، ضعف سرحدات شمال-شرقی ایتالیا را نشان داد، به‌حدی که هونوریوس را واداشت در ۴۰۲ میلادی پایتخت خود را از میلان به ناحیه امن‌ترِ راونا منتقل کند، جایی‌که توسط یک مانع طبیعی یعنی رود پو و نیز ناوگان دریایی نیرومندی حفاظت می‌شد و با تسلطش بر دریای آدریاتیک یک ارتباط ایمن با مابقی امپراتوری و شرق را نیز تضمین می‌کرد.
در ۴۰۵ میلادی استیلیکو نقشه‌هایش در برابر امپراتوری شرقی را پی‌گرفت و از اتحادش با آلاریک سود جُست. با هدف خارج کردن ایلیریکوم شرقی از دست آرکادیوس، او به آلاریک (که اکنون ژنرال ارتش روم شده بود) فرمان داد به اپیروس (در جنوب ایالت مورد مناقشهٔ ایلیریکوم) حمله کند، جایی که جزو قلمرو روم شرقی بود. استیلیکو همچنین یوویوس را فرماندار پرایتوری ایلیریکوم کرد و او را به سراغ آلاریک گسیل داشت و با این پادشاه ویزیگوت‌ها توافق کرد که در زمانی کوتاه با نیروهای رومی به او ملحق شود تا این ناحیه را به کنترل روم غربی درآورند. در پی فرمان استیلیکو، آلاریک در رأس نیروهای خود روانه اپیروس شده و آنجا را متصرف شد و در انتظار رسیدن نیروهای استیلیکو ماند. امّا استیلیکو به‌هرحال نتوانست طرح‌های خصمانه‌اش در برابر امپراتوری شرقی را پیش ببَرد چرا که دور تازه‌ای از یورش بربرها او را از این‌کار بازداشتند.
در ۴۰۶–۴۰۵ مسیری که آلاریک گشوده بود را یک توده تازه بربرها تحت هدایت یک اوستروگوت به نام راداگایسوس بار دیگر پیمودند. اینان نواحی ایتالیای مرکزی-شمالی را ویران کردند، پیش از آنکه استیلیکو به یاری نیروهای کمکی هون و گوت -به ترتیب تحت امر اولدین و ساروس- آنان را در فیزوله متوقف کند: ۱۲/۰۰۰ سرباز ارتش راداگایسوس در ارتش روم استخدام شدند و مابقی بَرده گشتند.
در همین سال، در روز ۳۱ دسامبر یک توده بربر در ابعادی مافوق‌طبیعی متشکل از وندال‌ها، الانان‌ها، و سوئبی‌ها که توسط هون‌ها به‌سوی غرب رانده شده بودند، از رود راینِ یخ‌زده گذشته و وارد گالیا شدند.

### پایان استیلیکو (۴۰۸)

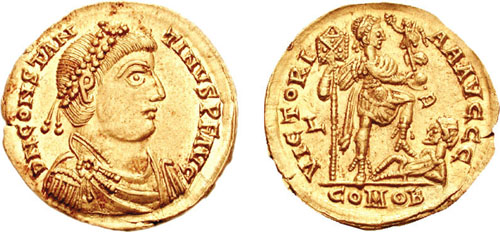
یک سولیدوس که کنستانتین سوم را به‌تصویر می‌کشد. پس از ترور استیلیکو، هونوریوس در سال ۴۰۸ او را به‌عنوان امپراتور همکار خود برگزید.

در ماه‌های پایانی سال ۴۰۶، توجه اندکی که حکومت هونوریوس به بریتانیای روم ـ که به حد فزاینده‌ای توسط یورش‌های مهاجمین و دزدان دریایی بربر مورد تهدید بودـ معطوف می‌داشت، لژیون‌های آنجا را به شورش واداشت و آنان ابتدا فردی به نام مارکوس و پس از چند ماه شخصی دیگر به نام گراتیانوس و پس از امتناع او از مداخله در برابر بربرهایی که به گالیا یورش می‌بردند، ژنرال فلاویوس کلادیوس کنستانتین (کنستانتین سوم) را امپراتور خود خواندند. او از کانال مانش گذشت و در بولون (در فرانسه امروزی) پا به خشکی گذاشت و موفق شد موقتاً پیشروی بربرها را سد کند و کنترل بخش عظیمی از غرب امپراتوری را در دست گیرد: گالیا، هیسپانیا، و بریتانیا.
استیلیکو به‌اندازه راداگایسوس پُرانرژی نبود و سرزمین گالیا رها شده در دست بربرها (راداگایسوس) و غاصبان (کنستانتین) باقی‌ماند. خبر دروغینِ مرگ بالقوه آلاریک و بالاتر از آن شورش کنستانتین سوم، استیلیکو را واداشت لشکرکشی‌اش به ایلیریکوم که قرار بود با کمک آلاریک و بر ضد روم‌شرقی انجام گیرد را ملغی کند. استیلیکو در ۴۰۷ میلادی یک ژنرال رومی گوت‌تبار به نام ساروس (که در جنگ در برابر راداگایسوس از وی نام برده شد) را به گالیا فرستاد تا به غاصب‌گری کنستانتین سوم پایان دهد، امّا این قشون‌کشی به شکست انجامید و ساروس که از ژنرال‌های کنستانتین به نام‌های ادوبیخوس و گرونتیوس شکست خورده بود با شتاب بسیار وادار به عقب‌نشینی به ایتالیا شد، و در طول این عقب‌نشینی حتّی ناچار شد تمامی غنایمی که تحصیل کرده بود را به بیگادی‌ها تسلیم کنند تا از آنان اجازهٔ گذر از آلپ را کسب کند. از سویی دیگر، نیامدن استیلیکو به اپیروس، در ۴۰۸ آلاریک را واداشت به نوریکوم (نزدیک به شمال ایتالیا) تغییر مکان دهد، و تهدید کرد به ایتالیا یورش می‌برد اگر که به خواسته‌اش مبنی‌بر پرداخت ۴۰۰۰ پوند طلا به‌خاطر «خدمات ارائه شده‌اش» تن در ندهند؛ یا به‌عبارتی همان معوقه‌ای که باید به‌خاطر تمام مدتی که ارتش گوت‌ها در اپیروس در انتظار رسیدن استیلیکو مانده بود، به او پرداخت می‌شد. سنای روم در برابر عمل از پیش انجام شده قرار گرفت و استیلیکو سنا را به پرداخت ۴۰۰۰ پوند به آلاریک قانع کرد. بر طبق منابع، تنها یک سناتور به نام لامپادیوس شهامت آنرا داشت تأکید کند که بحث اتحاد در میان نیست بلکه سخن از اسارت [ــِـ رومیان] است. بر طبق آنچه زوسیموس گفته، استیلیکو قصد داشت آلاریک را به گالیا بفرستد تا با کنستانتین سومِ غاصب بجنگد، و در این‌باره تأیید امپراتور هونوریوس ــ که نامه‌ای به آلاریک نوشت تا او را از این مأموریت جدیدش آگاه کند ــ را هم کسب کرد، امّا ترور استیلیکو همه چیز را به باد داد. IX در همان سال، استیلیکو و هونوریوس وارد مشاجره‌ای آتشین شدند: هونوریوس که کمی پیشتر برادرش آرکادیوس فوت کرده بود، قصد داشت به کنستانتینوپول برود تا بابت جانشینی برادرزاده‌اش تئودوسیوس دوم که در سنین جوانی بود، اطمینان یابد؛ امّا استیلیکو او را قانع ساخت که حضور امپراتور در ایتالیا در چنین اوضاع و احوال حساسی (که آلاریک و کنستانتین سوم در کمین تاج و تخت بودند) الزامی است و اینکه خودش (استیلیکو) شخصاً به شرق رفته و کارها را رو به راه می‌کند. پس از قانع ساختن هونوریوس، استیلیکو مهیای عزیمت به کنستانتینوپل شد، امّا زوسیموس نقل می‌کند که در عمل به وعده‌اش تأخیر کرد. اکنون این آواز قو برای استیلیکو بود: ضعف امپراتوری روم غربی که منسوب‌به زنجیره‌ای از وقایعی بود که از نبرد خونین فریگیدوس شروع شدند و با گشوده شدن سرحدات ژرمنی و تهاجم فاجعه‌بار به گالیا در ۴۰۷–۴۰۶، امری روشن و واضح بود. بالاتر از این، اصل و نسب غیر رومی استیلیکو و کیش آریانیاش، او را مورد نفرت دربار امپراتوری به‌خصوص آقای الیمپیوس قرار داد، کسانی‌که در ۴۰۸ بر ضد او توطئه چیدند و شایعات بسیار پخش کردند: اینکه او ترور روفینوس را طراحی کرده، اینکه با آلاریک توطئه می‌چیند، اینکه در سال ۴۰۶ بربرها را به گالیا فرستاده‌است،و بالاخره اینکه قصد داشت روانه کنستانتینوپل شود تا پسر خودش ائوکریوس را بر تخت بنشاند. ارتش در ۱۳ اوت در پاویا شورش کرد و حداقل هفت افسر ارشد را کُشت. بالاتر از آن، الیمپیوس موفق شد خودِ امپراتور هونوریوس را شخصاً بر علیه او بشوراند، و امپراتور را واداشت مکتوبی به ارتش راونا بنویسد و خواستار دستگیری این فرمانده‌کل‌قوا شود. با وجود آنکه استیلیکو می‌توانست به سهولت از دستگیری خود اجتناب کند و نیروهایی که به او وفادار بودند را [به دفاع از خود] برانگیزد امّا چنین نکرد چراکه از عواقب بالقوهٔ این اقدام بر سرنوشت امپراتوریِ لزران بیم داشت. او در ۲۳ اوت ۴۰۸ توسط هراکلیانوس اعدام شد، و پسرش ائوکریوس نیز کمی بعد ترور شد. در سرتاسر ایتالیا موجی از خشونت علیه خانواده‌های بربر متحده پدیدار شد، خانواده‌هایی که اکنون می‌رفتند تا صفوف ارتش آلاریک تا پُر کنند.
هونوریوس که حال از یک قوای نظامی کامل که با آن در برابر بربرها و کنستانتینِ غاصب مقابله کند بی‌بهره شده بود، تصمیم گرفت در ۴۰۸ کنستانتین را به‌عنوان امپراتورِ شریک به‌رسمیت بشناسد و او را به منصب کنسولی برای سال آینده برگزیند.

### از دست رفتن اسپانیا و بریتانیا (۴۱۰–۴۰۹)

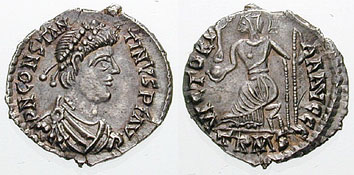
سکه‌ای نشانگر کنستانس دوم که توسط پدرش کنستانتین سوم در سال ۴۰۹ به امپراتوری مشترک با او رسید

در این میان، کنستانتین سوم، پس از آنکه فرزند خود کنستانس را به مقام سزاری ارتقا داد، او را به‌همراه ژنرال گرونتیوس و فرماندار پرایتوری آقای آپولیناریسبه هیسپانیا فرستاد تا شورشی که توسط دو تن از بستگان هونوریوس به نام‌های وِرِنیانوس و دیدیموس سازمان‌دهی شده بود را سرکوب کنند؛ دو نامبرده ارتشی گردآورده بودند که تهدید به هجوم به گالیا و براندازی کنستانتینِ غاصب می‌کرد. با وجودآنکه توده بزرگی از بَردگان و دهقانان به این سربازان شورشی پیوسته بودند، ارتش کنستانس موفق شد شورش را سرکوب کرده و ورنیانوس و دیدیموس را دستگیر نماید؛ این دو در گالیا به فرمان کنستانتین اعدام شدند.
در این میان، کنستانس در بازگشت به گالیا با بی‌احتیاطی ژنرال گرونتیوس را در اسپانیا به‌فرماندهی نیروهای گالیایی باقی‌گذاشت. بعدها هنگامی‌که کنستانس در مسیر بازگشت دوباره به هیسپانیا بود اعلام کرد که گرونتیوس را از فرماندهی برکنار کرده و یوستوس را به‌جای وی نشانده‌است، گرونتیوس هم با شورش واکنش نشان داده و به نوبه خود فردی به‌نام ماکسیموس را امپراتور نامید. بر طبق روایت مغشوش زوسیموس، گرونتیوس (مستقر در هیسپانیا) بربرهای مهاجم گالیا را برانگیخت علیه کنستانتین سوم (مستقر در گالیا) شورش کنند تا با این‌کار کنستانتین را به بربرها مشغول کند. یورش‌های بربرهای مهاجم در گالیا، ساکنان بریتانیا و آرموریکا را به شورش در برابر کنستانتین سوم تحریک کرد و آنان کلانترهای رومی را بیرون کرده و حکومتی خودمختار تشکیل دادند. امّا تلاشِ گرونتیوس در بهره‌گیری از بربرها برای برنده شدن در جنگ داخلی با کنستانتین سوم نتیجه‌ای عکس داد و در ماه‌های پایانی سال ۴۰۹ وندال‌ها، الانانها، و سوئبی‌ها به‌سبب روی‌گردانی یا قصور هنگ‌های پاسدارِ پیرنه وارد اسپانیا شدند و بخش اعظم آن را به تصرف درآوردند.

نقشه هیسپانیا در سال ۴۱۱ که وندال‌های سیلینگ در شمال‌غربی و وندال‌های هاسدینگ در جنوب آن سکنی دارند، قسمت سبز رنگِ هاشورنخورده نیز تحت سیطره رومیان و البته ماکسیموسِ غاصب باقی‌مانده بود

بر طبق آنچه هیداتیوس، وقایع‌نگار اسپانیولی، می‌گوید، در ۴۱۱ وندال‌ها، الانان‌ها و سوئبی‌ها قلمروهای متصرفه خود در اسپانیا را برحسب قرعه میان خود تقسیم کردند:
«[بربرها] زمین‌های گوناگون ایالات را جهت اسکان میان خود تقسیم کردند: وندال‌ها[ی سیلینگ] صاحب گالیسیا و سوئبی‌ها هم صاحب آن بخش از گالیسیا که در طول ساحل غربی اقیانوس بود شدند. الانان‌ها لوسیتانیا و کارتاخنا را داشتند و وندال‌های هاسدینگ هم بایتیکا را صاحب شدند. اسپانیولی‌های شهرها و قلاعی که از فاجعه جان سالم به‌در برده بودند، به اسارت بربرهایی درآمدند که در تمام ایالات فخر می‌فروختند.»
بدین ترتیب تمامی اسپانیا، به‌جز تاراکوننسیس که در دست رومیان باقی‌ماند، در سال ۴۱۱ میلادی توسط بربرها اشغال شد، در همین‌حال لژیون‌های ماکسیموس در گالیا رژه می‌رفتند و در این آشفتگی سراسری، بریتانیا که در برابر تهاجمات دزدان دریایی ساکسون بی‌دفاع مانده بود شورش کرده و از حوزه نفوذ روم خارج شد (۴۱۰). بر روی همه این‌ها، تهدید ویزیگوت‌های آلاریک سنگینی می‌کرد که در همین سال به ایتالیا پا گذاشتند.
در این میان امپراتوری روم غربی خود را منقسم به سه پاره می‌دید که شکار تهاجمات بربرها بوده و توسط سه امپراتور و یک غاصب که با یکدیگر در حال جنگ بودند حکومت می‌شد: از یک‌سو امپراتور مشروع یعنی هونوریوس، از سویی دیگر کنستانتین سوم با پسرش کنستانس دوم و در نهایت ماکسیموس.

### غارت روم (۴۱۰)

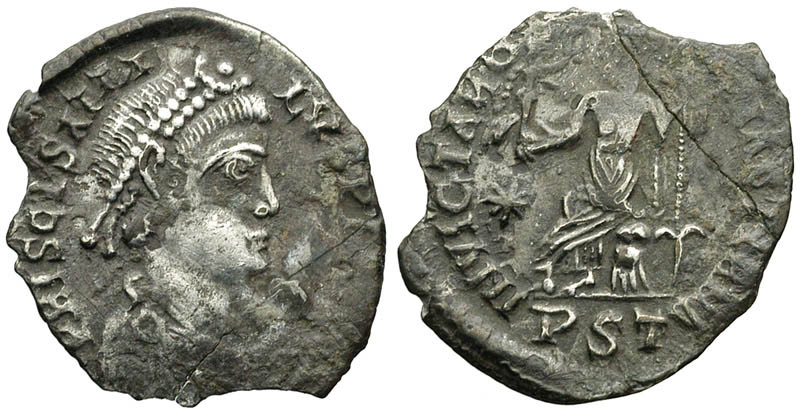
سکه‌ای منقوش به پریسکوس آتالوس غاصب، که در ۴۱۰ توسط آلاریک به امپراتوری رسیده و سپس توسط او خلع شد؛ وی بعداً در ۴۱۵–۴۱۴ دیگر بار در برابر هونوریوس خود را امپراتور نامید

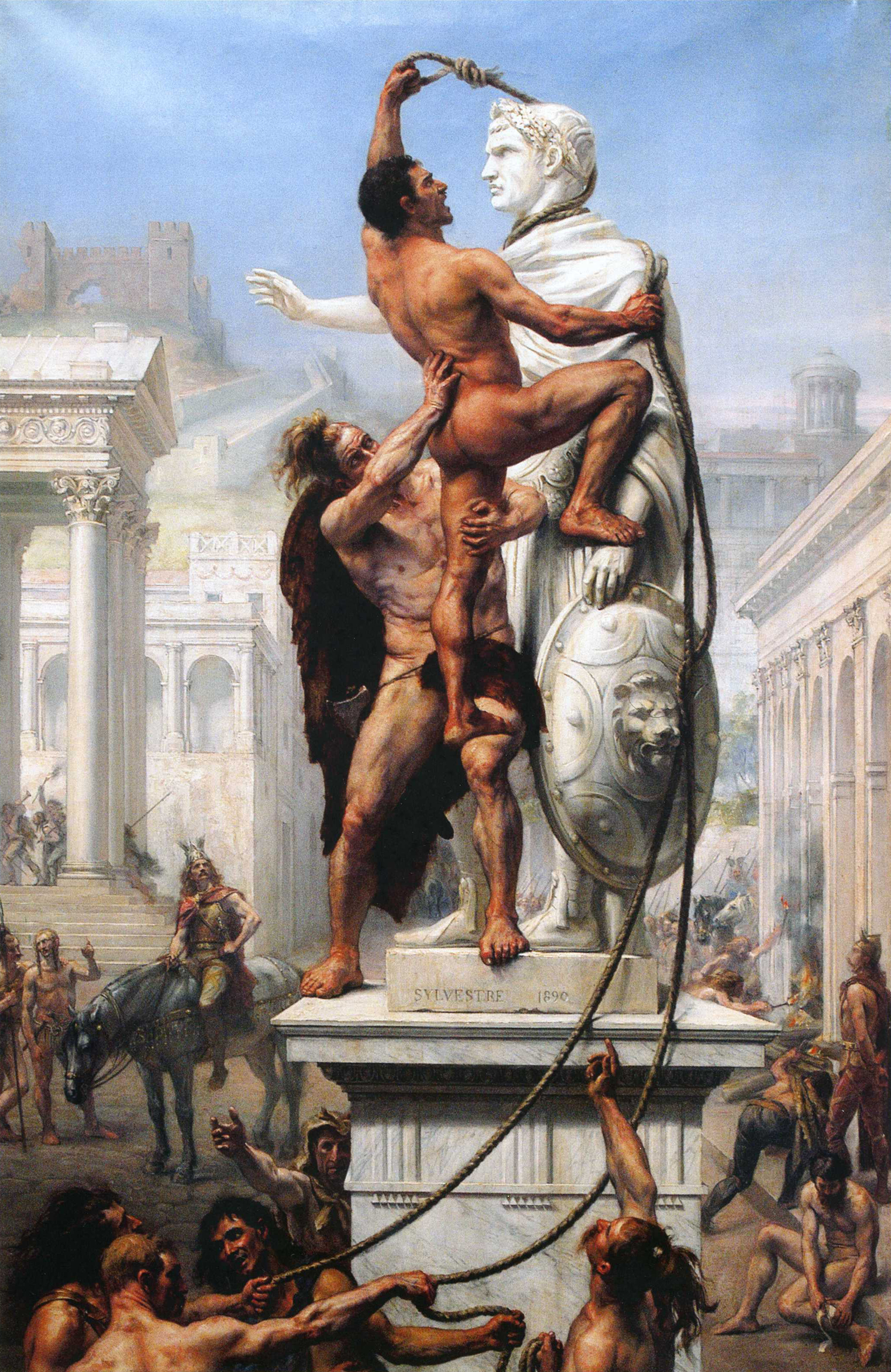
نگاره‌ای از غارت رم توسط ویزیگوت‌های آلاریک در ۴۱۰

آلاریک که به او طلا و تدارکات برای مردمش و نیز یک منصب نظامی یا مدنی که می‌توانست به گونه‌ای او را به عنوان فرماندار امپراتوری در ایلیریکوم رسمیت ببخشد وعده داده شده بود، در ۴۰۸ میلادی در برابر آشفتگی سراسری امپراتوری تصمیم گرفت چیزی که به خود متعلق می‌دانست را کسب کند:
او بار دیگر آلپ را پشت‌سر گذارد تا اینکه به روم رسید، با این هدف که امپراتور را به ادای وعده‌اش وادار کند و گرنه شاهد سرنگونی قلب تمدن رومی باشد. در دوازده ماه آینده، شهر ابدی (روم) دو مرتبه مورد محاصره واقع شد، تا اینکه در برابر تعلل هونوریوس، سنای روم تصمیم گرفت با مهاجم به توافق برسد: به این سردستهٔ بربرها مقدار انبوهی طلا داده می‌شد، در همین‌حال، فرماندار شهر آقای پریسکوس آتالوس به عنوان امپراتور خوانده می‌شد و هونوریوس نیز مخلوع.
از این لحظه مذاکراتی طولانی و بی‌حاصل میان آلاریک (که توسط پریسکوس آتالوس به مقام ارباب سربازان برگزیده شده بود) و هونوریوس آغاز شدند؛ تا اینکه آلاریک که از انتظار کشیدن برای پاسخ‌های مردد راونا خسته شده و از رفتار خودسرانه روبه‌تزایدِ آتالوس که در حدی نبود بتواند زنجیره تدارکات گندم به شهر روم را احیا کند به ستوه آمده بود، در بهار ۴۱۰ تردیدهایش را از میان برد: آتالوس را خلع کرده و بار دیگر روم را در محاصره گرفت. در برابر این وضعیت، کنستانتین سوم از گالیا به‌راه افتاد و با سردسته گارد هونوریوس، آقای آلوبیکوس، به توافق رسید که امپراتور جنگ‌گریزِ راونا را خلع کرده و رومِ تهدید شده را نجات دهند. با این‌حال مرگ آلوبیکوس، که فوراً توسط هونوریوس اعدام شد، کنستانتین را واداشت نقشه‌اش را در حالی‌که به لیگوریا رسیده بود، رها کند: روم بی‌دفاع ماند.
در ۲۴ اوت ۴۱۰ ویزیگوت‌ها به شهر ابدی وارد شده و آنرا برای سه روز به باد غارت گرفتند. خبر غارت رم، قلب امپراتوری و خاک مقدّسی که برای ۸۰۰ سال از سوی ارتش‌های بیگانه محترم شمرده شده بود، بازتاب وسیعی در سراسر جهان رومی و بلکه خارج از آن داشت. این مسئله به‌اندازه‌ای مهم بود که جمعی تصور کردند که گیتی به‌پایان رسیده است، زیرا مدت هشتصد سال پایتخت روم از هرگونه هجوم برکنار بود و کسی باور نداشت که بتوان آن را تصرف و غارت نمود. امپراتور روم شرقی، تئودوسیوس دوم، در کنستانتینوپل (روم جدید) سه روز عزا اعلام کرد و قدیس جروم ـ که اگر روم از دست می‌رفت نمی‌توانست آرزوی زندگی بکند ـ متحیر شد:
«از غرب خبری دهشتناک به ما می‌رسد. به روم تجاوز شده‌است. [...] تمامی این شهری که خود دنیا را فتح کرده بود، فتح شده‌است.»— جروم

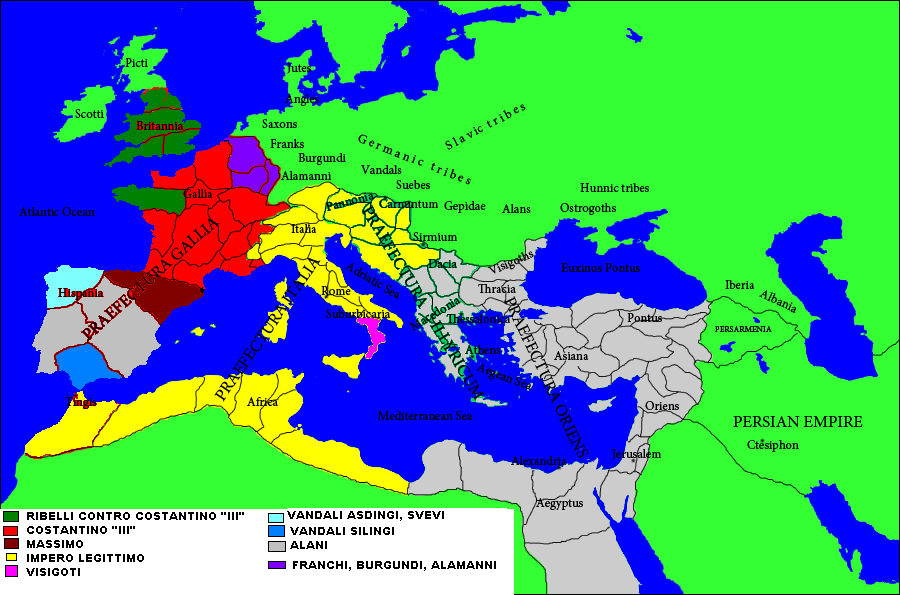
امپراتوری روم غربی در سال ۴۱۰:

حتّی کیش جدید، مسیحیت، نیز بر اثر آن بر خود لرزید، تا بدان‌جا که قدیس آگوستین را واداشت شاهکار خود با عنوان شهر خدا را بنویسد تا پاسخی داده باشد به انتقادات متعددی که از سوی پاگان‌ها علیه این موحدانِ بدکیش بروز کرده بودند؛ موحدانی که متهم بودند عذاب عادلانهٔ خدایان را بر سر روم آورده‌اند. در سه کتاب نخست، آگوستین (با نقل روایات تیتوس لیویوس، مؤرخ کتاب از پیدایش روم) به پاگان‌های منتقد می‌گوید که حتّی زمانی‌که رومیان پاگان بودند نیز دچار شکست‌های دهشتناکی شده بودند، بی‌آنکه خدایانِ پاگان‌ها به‌سبب این شکست‌ها سرزنش شوند:
«پس کجا بودند [آن خدایان] هنگامی‌که کنسول والریوس کشته شد درحالی‌که دفاع می‌کرد … از کاپیتول... ؟ کجا بودند [آن خدایان] هنگامی‌که اسپوریوس ملیوس به‌خاطر دادن گندم به توده‌های قحطی‌زده، سرزنش شد که سودای پادشاهی دارد و … اعدام شد؟ کجا بودند هنگامی‌که یک اپیدمی دهشتناک [همه‌گیر شد]؟ … کجا بودند هنگامی‌که ارتش روم … برای ده سال پیاپی در حوالی وی شکست‌های متعدد و سنگین می‌خورد…؟ کجا بودند هنگامی‌که گالیایی‌ها روم را متصرف شدند، غارت کردند، سوزاندند و قتل‌عام کردند؟»
هدف آگوستین این بود که بگوید اگرچه دنیای روم رو به نابودی است، با این وجود دنیای دیگری وجود دارد که جاودان‌تر از دنیای قیصر (امپراتور روم) و مهم‌تر از جلال و حشمت روم است. وی گفت که در واقع دو شهر وجود دارد که یکی زمینی و دیگری آسمانی است. از سویی دیگر، این بلا فوراً دو سال پس از آن رخ داد که کتب هاتفان به دستور استیلیکوی مسیحی سوزانده شدند.
آلاریک روم را در اوایل پاییز رها کرد تا روانه جنوب ایتالیا شود: وی افزون بر ثروت‌های سرشار، یک اسیر ارزشمند هم با خود برد که خواهر امپراتور هونوریوس به نام گالا پلاکیدیا بود. آلاریک چند ماه بعد در کالابریا درگذشت و با تمامی خزائنش در بستر رودخانه بوسنتو مدفون گشت. ویزیگوت‌ها ضمن انتصاب آتولف به پادشاهی، به سوی شمال به راه افتادند و وارد گالیا جنوبی شدند. آسیب‌هایی که در طول حرکت حادث شدند سنگین بودند، به حدی‌که در سال ۴۱۲ میلادی هونوریوس به استان‌های ویرانهٔ جنوب ایتالیا برای پنج‌سال تخفیف مالیاتی تا یک پنجم معمول اعطا کرد.

### بازگشت به نظم موقت تا پایان فرمانروایی هونوریوس (۴۲۳–۴۱۰)
در ۴۱۱ گرهٔ وضعیت سیاسی-نظامی بالاخره به یک نقطه گشایش رسید. نیروهای ماکسیموس و گرونتیوس به نیروهای کنستانتین شکستی قاطع در وین (فرانسه) وارد کردند و فرزندش کنستانس دوم ـ که از سوی پدرش آگوستوس شده بود ـ را اسیر کرده و مقتول ساختند و در نهایت کنستانتین را هم در آرل (محل اقامت و دربار او) تحت محاصره گرفتند. هونوریوس از این وضعیت سود جُست و ژنرال کنستانتیوس را بدان‌جا فرستاد. وی پیش از هرچیز ماکسیموس و گرونتیوس را شکست داد و آنان را به عقب‌نشینی به هیسپانیا واداشت، جایی‌که گرونتیوس خودکشی کرد چراکه سربازانش او را ناچار کردند، و ماکسیموس هم مخلوع و در میان بربرها پناهنده شد. حال‌که کنستانتیوس از دست غاصب هیسپانیایی (ماکسیموس) خلاصی یافت، او هم به نوبه خود آرل را تحت محاصره گرفت و کنستانتین سوم که از سال ۴۰۷ تاکنون غاصب امپراتوری بود را اسیر کرده، به فرمان هونوریوس او را مقتول ساخت.

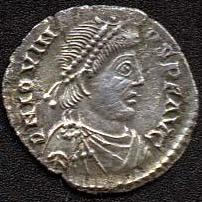
سکه منقوش به یووینوس، غاصب مقام امپراتوری که در ۴۱۳ از آتولف شکست خورد و سرش برای هونوریوس فرستاده شد

امّا غاصبان یعنی ماکسیموس و کنستانتین با دو شورشگرِ تازه تعویض شدند: در ۴۱۲ در جنوب، فرماندار آفریقاآقای هراکلیانوس خود را امپراتور نامید و زنجیره انتقال گندم به روم را قطع کرد، درحالی‌که در شمال مرگ کنستانتین سوم دست بورگوندی‌ها و الانان‌ها را در طول سرحدات راین باز گذاشت. اینان (که به‌ترتیب توسط گونار و گور رهبری می‌شدند) لژیون‌های آن ناحیه را برانگیختند تا ژنرال یووینوس را در ماینتس امپراتور بنامند، کسی‌که ویزیگوت‌های آتولف کوشیدند خود را با او متحد کنند. روابط میان یووینوس و ویزیگوت‌ها هنگامی مشخصاً به دشمنی گرائید که یووینوس برادر خود به نام سباستیانوسرا به مقام آگوستوس رسانید بی‌آنکه پادشاه ویزیگوت‌ها راضی بوده باشد؛ آتولف هم نامه‌ای به هونوریوس نگاشت و به او وعدهٔ فرستادن سرهای این غاصبان در عوضِ صلح را داد. هونوریوس توافق را پذیرفت و آتولف دو برادر غاصب را شکست داده و به اسارت گرفت، و هنگامی‌که سرهایشان از بدن جدا شد به راونا فرستاده شدند. در همان سال، نیروهای تحت فرمان غاصبِ دیگر یعنی هراکلیانوس، در ایتالیا پیاده شدند تا هونوریوس را براندازند، امّا شکست خورده و این غاصب ناچار به فرار به کارتاژ شد، جایی که درگذشت. فلاویوس کنستانتیوس پس از این پیروزی با دریافت ثروت سرشارِ آن غاصبِ مغلوب، پاداش گرفت.
در این‌جا هونوریوس در ازای صلح خواستار بازگشت خواهرش گالا پلاکیدیا شد، که از ۴۱۰ بدین‌سو در اسارت ویزیگوت‌ها بود. امّا آتولف حاضر نبود او را را به رومیان بازگردانَد مگر این که در ازای آن رومیان وعدهٔ دادن مقدار زیادی گندم به ویزیگوت‌ها را بدهند، خواسته‌ای که رومیان به‌سبب قطع زنجیره انتقال گندم از آفریقا به‌دست هراکلیانوسِ غاصب نمی‌توانستند آنرا عملی سازند. هنگامی‌که رومیان تا ارجاع ندادنِ گالا پلاکیدیا از هرگونه تجهیز و تدارک گندمِ موعود برای ویزیگوت‌ها امتناع کردند، آتولف جنگ علیه روم را از سر گرفت (پائیز ۴۱۳)، و کوشید مارسی را متصرف شود امّا در ضدحمله‌ای که به لطف شجاعت ژنرال بونیفاکیوس انجام گرفت شکست خورد، کسی که سرسختانه از شهر دفاع کرد و حتّی توفیق یافت ضمن شاهکاری در نبرد، آتولف را مجروح سازد.
سال بعد پادشاه ویزیگوت‌ها با خواهر هونوریوس، گالا پلاکیدیا، ازدواج کرد؛ کسی‌که از زمان غارت رم (۴۱۰) ابتدا به‌دست آلاریک و سپس آتولف در اسارت مانده بود. امپراتور پیشین، پریسکوس آتالوس، که به گالیا رفته بود، این واقعه را با سرودن مدیحه‌ای در ستایش این زوج شادباش گفت. اندکی بعد، از این زوج پسری زاده شد که نامش را تئودوسیوس نهادند. طبق گفته پیتر هیتر، ازدواج گالا پلاکیدیا و آتولف اهداف سیاسی داشته‌است: آتولف امیدوار بود با وصلت با خواهر امپراتور روم برای خود و ویزیگوت‌ها نقشی با اهمیت در درون امپراتوری بدست آوَرد، همچنین شاید این خیال را هم در سر می‌پروراند که به‌هنگام مرگ هونوریوس، پسر خودش تئودوسیوس که خواهرزاده هونوریوس و دورگهٔ رومی-ویزیگوت است، به امپراتوری روم غربی خواهد رسید چراکه هونوریوس پسری نداشت. با این‌حال، هر تلاشی برای مذاکره میان ویزیگوت‌ها (آتولف و پلاکیدیا) و روم به‌سبب مخالفت کنستانتیوس با صلح و مرگ زودرسِ تئودوسیوسِ طفلک که هنوز یک‌ساله نشده بود، تمامی نقشه‌های آتولف را به فنا داد.
در این میان، در سال ۴۱۴، آتولف در تلاش برای گردآوری مخالفان هونوریوس به حول و حوش خود، پریسکوس آتالوس را بار دیگر امپراتور اعلام کرد. پیشروی لژیون‌های کنستانتیوس ویزیگوت‌ها را واداشت ناربون را رها کرده و به اسپانیا عقب‌نشینند و آتالوس را در دستان هونوریوس گذاشتند، هونوریوسی که او را به قطع دو انگشت دست راستش و تبعید به جزایر ائولیه محکوم کرد. تاکتیک کنستانتیوس همانا انسداد تمامی بنادر و راه‌های ارتباطی بود تا از دریافت تدارکات غذایی توسط ویزیگوت‌ها ممانعت نماید: در اسپانیا ویزیگوت‌ها بر اثر تاکتیک کنستانتیوس چنان به قحطی دچار شدند که وادار به خریدن گندم از وندال‌ها به قیمت گزاف یک سکه طلا برای هر ترولای گندم شدند (و برای همین وندال‌ها آنان را «ترولی» ملقب کردند).
در ۴۱۵ آتولف در حوالی بارسلون درگذشت و جانشین او والیا با امپراتوری به صلح رسید و متقبل شد گالا پلاکیدیا را به هونوریوس بازگردانده و به عنوان متحد در ازای مقدار زیادی گندم و نیز اسکان مردمش در آکوئیتانیا، در برابر بربرهای اسپانیا (وندال‌ها، سوئبی‌ها، الانان‌ها) بجنگد. بدین‌ترتیب گالا پلاکیدیا بازگشتی تریومف‌وار به ایتالیا داشت و در ۴۱۷ به وصلت فلاویوس کنستانتیوس درآمد، کسی‌که در این میان جایگاه برجسته رو به تزایدی در دربار ایفا می‌کرد.
گوت‌ها که توسط والیا رهبری می‌شدند، در دراز مدّت پیروزی‌های امیدبخش امّا زودگذری در برابر وندال‌ها و الانان‌های اسپانیا تحصیل کردند، چنان‌که هیداتیوسمی‌گوید:
«وندال‌های سیلینگ مستقر در بائتیکا توسط پادشاه والیا محو شدند. الانان‌ها که بر وندال‌ها و سوئبی‌ها حکومت می‌کردند، چنان توسط گوت‌ها نابود شدند که [...] نام پادشاهی خود را فراموش کردند و تحت سرپرستی گوندریک، پادشاه وندال‌ها[ی هاسدینگ] که در گالیسیا ساکن بود، واقع شدند.»— Idazio، Cronaca, anni 416-418

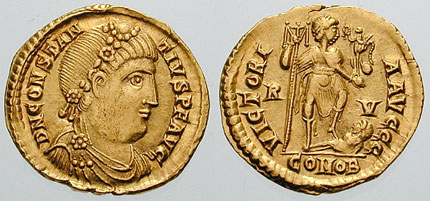
سکه منقوش به کنستانتیوس سوم که در ۴۲۱ تنها برای هفت ماه با هونوریوس به امپراتوری مشترک رسید

با کسب این موفقیت‌ها، که به لطف آنان استان‌های اسپانیایی لوسیتانیا، کارتاخنا و بایتیکا تحت کنترل شکنندهٔ رومیان درآمدند، در ۴۱۸ هونوریوس و کنستانتیوس ـ چنان‌که در معاهده سال ۴۱۵ آمده بود ـ ویزیگوت‌ها را به آکوئیتانیا (در گالیای جنوبی) در دشت گارون فراخواندند، جایی‌که این بربرها ـ بر پایه نظام هوسپیتالیتاس ـ زمین‌های مزروعی دریافت کردند. به‌نظر می‌رسد کنستانتیوس آکوئیتانیا را به‌سبب موقعیّت استراتژیکش به‌عنوان زمینی برای اسکان متحدان ویزیگوت انتخاب کرده‌است: در حقیقت هم از اسپانیا فاصله کمی داشت، که در آن وندال‌های هاسدینگ و سوئبی‌هایی که قرار بود منقرض شوند حضور داشتند، و هم از شمال گالیا، جایی که شاید کنستانتیوس می‌خواست از ویزیگوت‌ها برای جنگیدن با شورشیان تجزیه‌طلب بیگادی در آرموریکا بهره‌گیرد.
باوجودی‌که اسکان ویزیگوت‌ها در آکوئیتانیا در این هنگام به اقتدار روم در ناحیه خاتمه نمی‌داد (زیرا هنوز تا مدتی فرمانداران رومی برای استان‌های آکوئیتانیا منصوب می‌شدند) امّا ویزیگوت‌ها در حقیقت نیرویی مرکزگریز تشکیل می‌دادند که به‌زودی ابتدا آکوئتانیا و سپس سراسر گالیای واقع در جنوب رود لوآر را از امپراتوری منفک می‌کرد. بر طبق گفته هیتر، «امپراتوری روم اساساً مخلوطی از جوامع محلی بود که به‌قدر قابل توجهی خودمختار بودند که از طریق ترکیب نیروهای نظامی و دادوستد پایاپای سیاسی پابرجا بودند: در ازای خراج، حکومت مرکزی از نخبگان محلی حفاظت می‌کرد». این دادوستد سیاسی با ظهور ویزیگوت‌ها دستخوش بحران شد: زمینداران، که بی‌دفاع از سوی امپراتوری رها شده بودند و نمی‌توانستند با ریسک از دست دادن منبع اصلی درآمدشان از جمله زمین، مواجه شوند، پیوندهای خود با امپراتوری را سُست کرده و پذیرفتند با ویزیگوت‌ها همکاری کنند و از آنان ضمانت اینکه بتوانند از زمین‌هایشان مراقبت کنند را گرفتند. رژیم کنستانتیوس برای احیای تفاهم و اشتراک منافع با این زمینداران گالیایی ـ که برخی از آنان با توجه به غیبت قدرت مرکزی روم گرایش‌هایی بربردوست یا گوت‌دوست از خود نشان می‌دادند ـ در ۴۱۸ شورای متشکل از هفت ایالت گالیای جنوبی را احیا کرد. این شورای هفت ایالتی هر ساله در آرل با هدف بحث بر سر مسائل مربوط به منافع عمومی برای زمین‌داران گالیایی برگزار می‌شد. محتملاً نشست سال ۴۱۸ به مسئلهٔ اسکان گوت‌ها در دشت گارون در آکوئیتانیا اختصاص داشت.

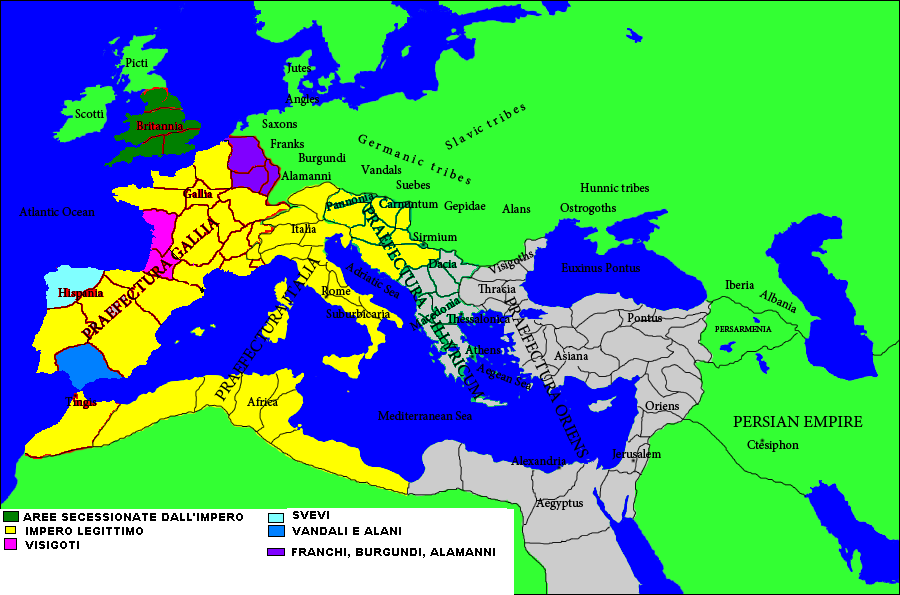
امپراتوری روم غربی در سال ۴۲۱:

در این میان، کنستانتیوس کوشید اقتدار روم در گالیا را احیا کند، اقتداری که در گالیای شمالی صرفاً اسمی بود به‌طوری‌که از این به بعد «گالیا اولتریوره» به‌معنای گالیای دورتر نامیده می‌شد تا از گالیای جنوبی (در جنوب لوآر) که حکومت راونا در آن اقتدار بیشتری داشت متمایز شود. در ۴۱۷ آقای اکسوپرانتیوس با گروه تجزیه‌طلبان محلیِ (موسوم به بیگادی) آرموریکا (شمال‌غربی گالیا) که از ۴۰۹ بر علیه اقتدار مرکزی می‌شوریدند جنگید؛ در همان‌حال در حدود ۴۲۰ ژنرال کاستینوس در برابر فرانک‌هایی که به‌همراه بورگوندی‌ها و آلامان‌ها در ناحیه حوالی راین سکنی گزیده بودند، فرستاده شد.
امّا مسئلهٔ اسپانیا هنوز حل نشده بود، زیرا پس از شکست، وندال‌های سیلینگ و الانان‌ها با وندال‌های هاسدینگ، که پادشاه‌شان گوندریک بود، ائتلاف کردند و گوندریک پادشاه وندال‌ها و الانان‌ها شد. ائتلاف نوپای وندال-الانان فوراً کوشید تا نواحی گالیسیا و به ضرر سوئبی‌ها گسترش یافت، و رومیان را واداشت در ۴۲۰ مداخله کنند: وندال‌ها ناچار شدند گالیسیا (شمال‌غربی اسپانیا) را ترک کنند و به بایتیکا (در جنوب) کوچ کنند. در ۴۲۲، ائتلاف رومی-ویزیگوتی تحت هدایت ژنرال کاستینوس، کوشید وندال-الانان‌ها را در یک نبرد صحرایی از میان ببَرد امّا روی‌گردانی فرماندار آفریقا، بونیفاکیوس، به‌سبب جر و بحثی که با کاستینوس داشت و نیز خیانت محتملِ ویزیگوت‌ها، مسبب شکستی فاجعه‌بار شد. با شکست این لشکرکشی، کاستینوس ناچار شد به تاراگونا عقب‌نشسته و متعاقباً به ایتالیا بازگردد.
در آن سال‌ها کنستانتیوس تلاش کرد کنترل هر چه بیشتر و بیشتری بر هونوریوس به‌دست آوَرد، تا این‌که در ۸ فوریه ۴۲۱ با عنوان کنستانتیوس سوم به امپراتوریِ مشترک با هونوریوس برگزیده شد. با این‌حال فرمانروایی او بسیار کوتاه بود و به صورتی غیرمنتظره و مرموز در همان سال و درست پس از هفت ماه امپراتوری درگذشت. با مرگ او، همسرش گالا پلاکیدیا پس از جربحث با برادرش هونوریوس، به کنستانتینوپل (پایتخت روم شرقی) گریخت و دو پسر کوچکش که ماحصل ازدواج با کنستانتیوس بودند را هم با خود بُرد.
در نهایت امپراتور هونوریوس فرزند تئودوسیوس که مرد بلامنازع غرب باقی‌ماند، در ۱۵ اوت ۴۲۳ در سن سی‌وهشت‌سالگی بر اثر ادم در راونا درگذشت، آن‌هم پس از بیست‌وهشت سال فرمانروایی پُرآشوب که پانزده سال بیشتر از برادر شرقی خود آرکادیوس و نایب‌السلطنه‌اش استیلیکو عمر کرد و از میان ده شخص که هم شامل امپراتوران مشترک و هم غاصبان بودند (مارکوس، گراتیان، کنستانتین سوم، کنستانس دوم، ماکسیموس، یووینوس، سباستیانوس، هراکلیانوس، پریسکوس آتالوس و کنستانتیوس سوم) و از همه بالاتر، از غارت خاک مقدس رم در ۴۱۰ جان سالم به‌در برده بود. او امپراتوری‌ایی بر جای می‌گذاشت که بریتانیا را از دست داده و به‌دست بربرها در هیسپانیا و گالیا اشغال شده بود، امّا اساساً از تهاجمات بزرگ جان سالم به‌در برده بود، آن‌هم با وجودی‌که بر اثر ویرانی‌های پیاپی به‌دست توده‌های بربر (که برخی استان‌های رومی را نیز از روم گرفتند) درآمدهای مالیاتی کاهش یافته و با این‌ها ارتش هم دچار ضعف و تحلیل شد. با فرض این‌که در سال ۳۹۵ (سال جدایی دو رومِ غربی و شرقی) ارتش غربی دارای هنگ‌هایی تقریباً به همان تعدادِ ارتش شرقی (یا حدود ۱۶۰ تا) بوده‌است، تهاجمات بربرها سبب از دست‌رفتنِ حداقل ۷۶ هنگِ کومیتاتنسس شده‌است (معادل‌با حدود ۳۰/۰۰۰ مرد که ۴۷٫۵ درصد کل را تشکیل می‌داد) و به‌دلیل مشکلات بودجه، باید با انتقال شمار زیادی از هنگ‌های مرزی به کومیتاتنسس، این تلفات جبران می‌شد، به‌جای آنکه نیروهای جدید استخدام کنند. شمار حقیقی کومیتاتنسس‌ها (به‌استثنای نیروهای مرزی که برای پُر کردن خلأ به کومیتاتنسس ارتقاء یافته بودند) کاهشی ۲۵ درصدی داشته‌است (از ۱۶۰ هنگ به ۱۲۰ هنگ).

## والنتینیانوس سوم و عصر آئتیوس (۴۵۵–۴۲۳)

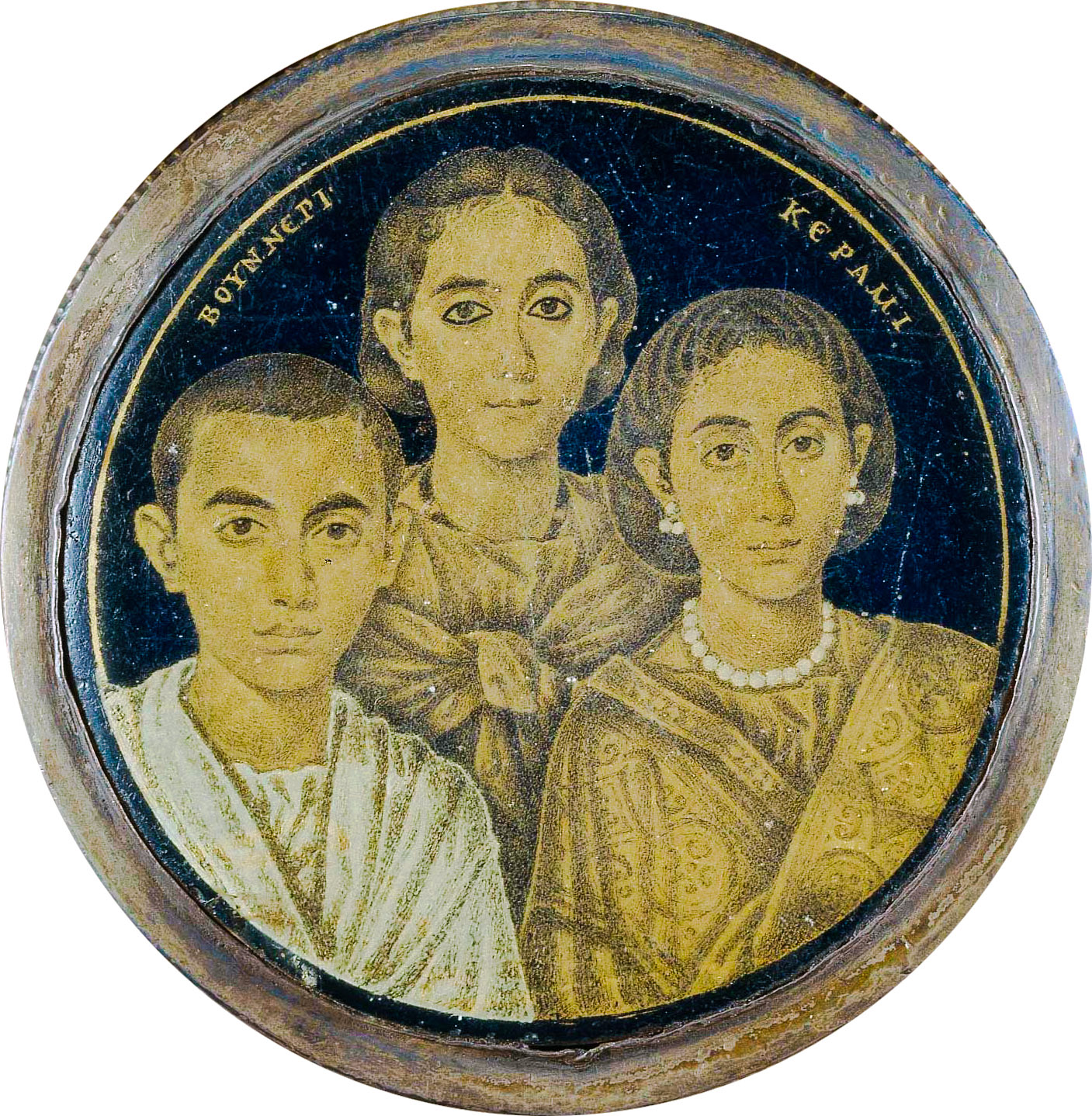
یک مدالیون با اصالت اسکندریه‌ای که البته پنداشته می‌شود نمایانگر والنتینیانوس سوم، مادرش گالا پلاکیدیا و خواهرش یوستا گراتا هونوریا را نشان می‌دهد

با مرگ هونوریوس که تنها امپراتورِ بازماندهٔ روم غربی بود، برادرزاده‌اش تئودوسیوس دوم که حاکم روم شرقی (کنستانتینوپل) بود در انتصاب جانشین برای روم غربی تعلل کرد. اینچنین بود که در روم، سنا تصمیم گرفت فردی به نام یوآنس که سردبیر کاتبان بود را امپراتور بنامد، کسی‌که یک کارمند دولتی با اصل و نسبی نامعلوم بود. وی فوراً خود را در وضع دشواری یافت: پادگان‌های رومی در گالیا که به تازگی سرکوب شده بودند، شورش کرده و فرماندار آفریقا یعنی بونیفاکیوس هم زنجیره حیاتی انتقال گندم به روم را قطع کرد، درحالی‌که تئودوسیوس در سالونیک پسرعمهٔ کوچک خود والنتینیان سوم را در ۴۲۴ به مقام سزاری ارتقا داد.
یوآنس خود را در پایتخت ایمنش، راونا، محصور ساخت و یکی از ژنرال‌های جوانش به‌نام فلاویوس آئتیوس را به پانونیا فرستاد تا کمک هون‌ها را بخواهد. ارتش شرقی، راونا را در محاصره گرفت که بالاخره پس از چهار ماه محاصره به‌خاطر فساد پادگانش سقوط کرد. یوآنس دستگیر و معزول و دست راستش هم مقطوع شد و در نهایت در ۴۲۵ در آکویلیا اعدام گشت و والنتینیانوس سومِ کوچک در روم تاج‌گذاری کرد.
در این‌میان، آئتیوس که با نیروی قدرتمندی از هون‌ها امّا بسیار دیر به یاری او شتافته بود، با نایب‌السلطنهٔ والنتینیانوس، یعنی مادر او گالا پلاکیدیا، به توافق رسید تا منصب ارباب سربازان را دارا شود و در عوض باید نیروی هونی خود را منحل می‌کرد.
فلاویوس آئتیوس یک فرد لاتین از موئسیا بود و پدرش گائودنتیوس هم برای مدت کوتاهی منصب ارباب سربازان را دارا بود؛ آئتیوس بخش زیادی از جوانی اولیه خود را به‌عنوان اسیر در میان قبایل هون ساکن در ماورای سرحدات ایلیریکوم گذرانده بود. با بازگشت به میهن، خدمت نظامی درخشانی را شروع کرد و با کمی بیشتر از سی‌سال سن خود را به‌عنوان یکی از جوان‌ترین و آینده‌دارترین ژنرال‌های دوره خود شناساند. با انتصابش به‌عنوان ارباب سربازان پس از مرگ یوآنس، قدرت بسیاری در امپراتوری به لطف تسلط بر ارتش به‌دست‌آورد.
از هم‌اکنون و برای سه دهه، آئتیوس بر امور سیاسی و نظامی دولت روم غربی مسلط شد، آن‌هم با وجود خصومت تند نایب‌السلطنه یعنی گالا پلاکیدیا و پسرش امپراتور والنتینیانوس.

### راونا و کنستانتینوپل
با والنتینیانوس سوم یک روابط‌حسنهٔ روبه‌تزاید میان دو پارهٔ غربی و شرقیِ امپراتوری پدید آمد، دو پاره‌ای که روابطشان در طول آخرین سال‌های سلطنت هونوریوس رو به سردی گذاسته بود. این روابط‌حسنه هم توسط نایب‌السلطنه روم غربی یعنی گالا پلاکیدیا و هم توسط امپراتور روم شرقی یعنی تئودوسیوس دوم تشویق می‌شد، تئودوسیوسی که سیاست او قویاً دست‌یابی پسرعمه‌اش والنتینیانوس به تاج‌وتخت و خلع یوآنس ــ که روی پشتیبانی آئتیوس حساب می‌کرد ــ را موجب شده بود. در۴۳۷ والنتینیان در سالونیک با دختر تئودوسیوس دوم به‌نام لیکینیا ائودوکسیا ازدواج کرد و روابط میان دو شاخه خاندان تئودوسیوس بیش از پیش تحکیم شد. در ۴۳۸ مجموعه قوانین تئودوسیوسکه نخستین بازترکیب اساسی حقوق رومی بودند، هم در غرب امپراتوری و هم در شرق آن به زبان لاتین انتشار یافتند؛ شرق و غربی که هنوز به‌مثابه دو جزءجدایی‌ناپذیر یک جوهرهٔ واحد فراملی بزرگ (امپراتوری روم سابق) نگریسته می‌شدند. این مجموعه حقوقی اهمیت بخصوصی برای بسیاری از پادشاهی‌های رومی_بربری آن عصر ایفا کرد، پادشاهی‌هایی که آنرا اقتباس کرده یا در تدوین یک حقوقِ مخصوص به‌خود از آن الگو گرفتند (برای نمونه می‌توان به قانون رومی ویزیگوت‌ها اشاره کرد). در ایتالیا و در شرق، این مجموعه حقوقی در سدهٔ آینده با بدنه قانون مدنی که معروف‌تر بود جایگزین شد؛ مجموعه قانونی که آن‌هم به لاتین و توسط ژوستینین کبیر منتشر شد و شاید بزرگترین سهم بیزانس در ساخت تمدن مدرن غربی است.
والنتینیانوس سوم دِین خود که به پدر زنش تئودوسیوس دوم بدهکار بود را در ۴۳۷ با واگذار کردن شهر سیرمیوم و برخی قلمروهای ایلیریایی روم‌غربی (که چنان‌که پیشتر گفته شد خود یکی از موارد مناقشات دو امپراتوری از سال ۳۹۵ بود) به شرق ادا کرد.

### هجوم وندال‌ها به آفریقا (۴۳۵–۴۲۵)

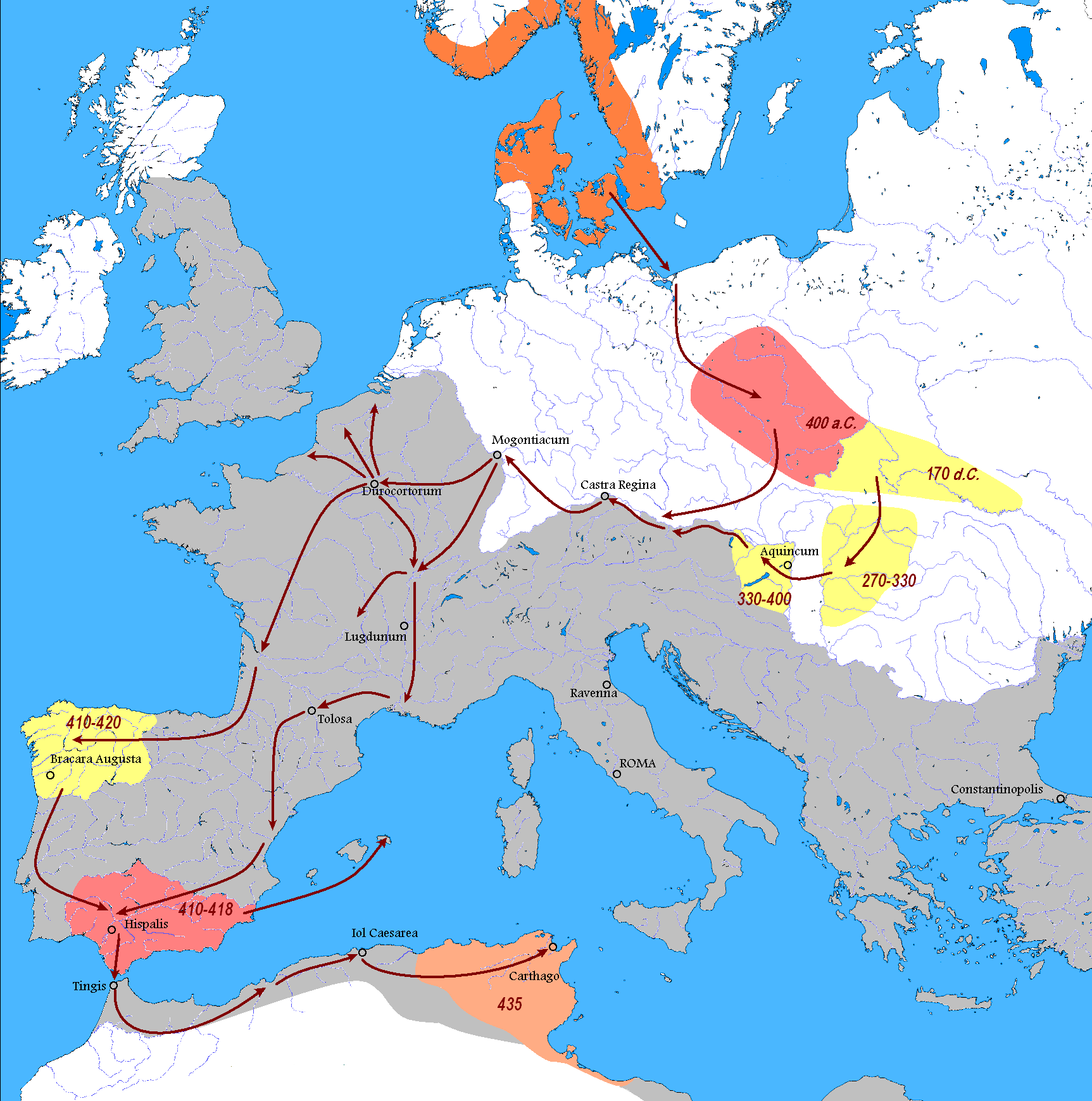
مراحل مهاجرت وندال‌ها از ۴۰۰ تا ۴۳۵

جنگ‌ها بر سر دستیابی به مقام فرماندهی کل قوای امپراتوری میان آئتیوس، بونیفاکیوس، و فلیکس (که تا ۴۳۳ به‌طول انجامید) تا حدی حکومت مرکزی را از جنگ با بربرها منحرف ساخته و موفقیّت‌های بربرها را تسهیل کرد. اینچنین بود که وندال‌ها با تصرف سویل و کارتاخنا و ویران‌ساختن جزایر بالئاری (۴۲۵) برای غارت و تصرف جنوب اسپانیا دست‌آزاد داشتند.
در این‌میان رقابت میان فلیکس (ارباب سربازان در ایتالیا) و بونیفاکیوس (فرماندار آفریقا) می‌رفت تا آثاری مضر به‌حال امپراتوری برجای بگذارد: فلیکس فوراً تصمیم گرفت از شر بونیفاکیوس خلاص شود. او در واقع از پشتیبانی آشکار گالا پلاکیدیا بهره‌مند بود، کسی‌که به او منصب ریاست ستاد را داده بود. فلیکس از کیش آریانی بونیفاکیوس بهره‌جُست تا او را در برابر پلاکیدیا که ارتدکس بود قرار دهد و در همان حال القا کرد که او برای تجزیه آفریقا از امپراتوری توطئه می‌کند. در نهایت گالا پلاکیدیا در ۴۲۶ تصمیم گرفت بونیفاکیوس را دشمن عامه خوانده، و سال آینده یک نیروی قدرتمند به آفریقا بفرستد تا او را سرجایش بنشاند. با این‌حال لژیون‌ها فاسد شده و جانب بونیفاکیوس را گرفتند. هنگامی‌که در ۴۲۸ ارتش تازه‌ای در آفریقا پیاده شد، بونیفاکیوس که در مضیقه بود بر طبق برخی منابع از وندال‌های گایسریک که از تنگه جبل‌الطارق گذشته بودند درخواست کمک کرد. وندال‌ها با رسیدنشان به مائوریتانیا (مراکش امروزی) در ۴۲۹، باید پی‌برده باشند که بونیفاکیوس با گالا پلاکیدیا آشتی کرده و عنوان پاتریسی گرفته و دیگر به حضور آنان نیازی نیست، امّا به‌هیچ‌رو قصد بازگشت به اسپانیا را نداشته و شروع به ویرانی کل آفریقا کردند. در عوض، برخی پژوهشگران عصر مدرن بر این گمان‌اند که داستان خیانت بونیفاکیوس که پروکوپیوس و ژوردانس آن را روایت کرده‌اند قابل‌اتکا نیست، و استدلال می‌کنند که وندال‌ها به ابتکار خود به آفریقا یورش برده و نیاز داشته‌اند خود را در مکانی ایمن‌تر از حملات ویزیگوت‌های متحدِ روم مصون بدارند، و آفریقا از این جهت مکانی ایده‌آل بود که به‌واسطهٔ دریا حفاظت می‌شد.
وندال‌ها با گذر از تنگه جبل‌طارق، مائورتانیا و نومیدیا (مراکش و الجزایر امروزی) را به‌ترتیب در ۴۲۹ و ۴۳۰ متصرف شدند. این کار امپراتوری روم شرقی را هم در وضع قرمز قرار داد، به‌حدی که تئودوسیوس دوم ارباب سربازان خود، آسپار، را فرستاد تا با نیروهای بونیفاکیوس در برابر وندال‌ها متحد شود. با این‌حال این دو نتوانستند به پیشروی بربرها پایان دهند و یکبار در ۴۳۲–۴۳۱ شکست خوردند و بونیفاکیوس در ۴۳۲ به دربار فراخوانده شد. آسپار، در عوض، ظاهراً در آفریقا باقی‌ماند تا عملیات‌های نظامی در برابر وندال‌ها را ادامه دهد چراکه در یکم ژانویه ۴۳۴ مقام کنسولی را در کارتاژ کسب کرد. ایالت آفریقا به استثنای شهرهای بزرگش، از دست رفته بود.
باوجود آنکه وندال‌ها آفریقا را ویران می‌کردند اختلاف و نزاع در دربار راونا (پایتخت روم غربی) همچنان ادامه داشت. آئتیوس موفق شد از دست فلیکس خلاصی یابد و او را به اتهام توطئه علیه خودش اعدام کند (۴۳۰). متعاقباً، هنگامی‌که مطلع شد بونیفاکیوس ــ که به ایتالیا بازگشته بود ــ به ژنرالی ارتش روم ارتقا یافته، علیه او قشون‌کشید و وی را ضمن نبردی در حوالی ریمینی مقتول ساخت. آئتیوس پس از آنکه به پانونیا عقب‌نشسته بود، با نیرویی قوی متشکل از مزدوران جنگجوی هون به ایتالیا بازگشت و ژنرالِ جدید، سباستیانوس، را واداشت به کنستانتینوپل بگریزد و اینچنین به مقام فرماندهی کل قوای امپراتوری روم غربی رسید (۴۳۳).
در ۱۱ فوریه ۴۳۵، گایسریک در برابر عدم امکان تصرف مراکز بزرگ شهری و چشم‌انداز یک قشون‌کشی تازه از سوی روم شرقی، تصمیم گرفت حالت متحده را برای وندال‌ها بپذیرد. رومیان همچنان به مالکیت بر استان‌های حاصلخیز بیزاسنا و بخشی از نومیدیا ادامه دادند، درحالی‌که برای وندال‌ها حاکمیت‌بر بخشی از مائوریتانیا و مابقی نومیدیا به‌رسمیت شناخته شد.

### اتحاد با هون‌ها و نبردهای آئتیوس در گالیا (۴۳۹–۴۳۵)

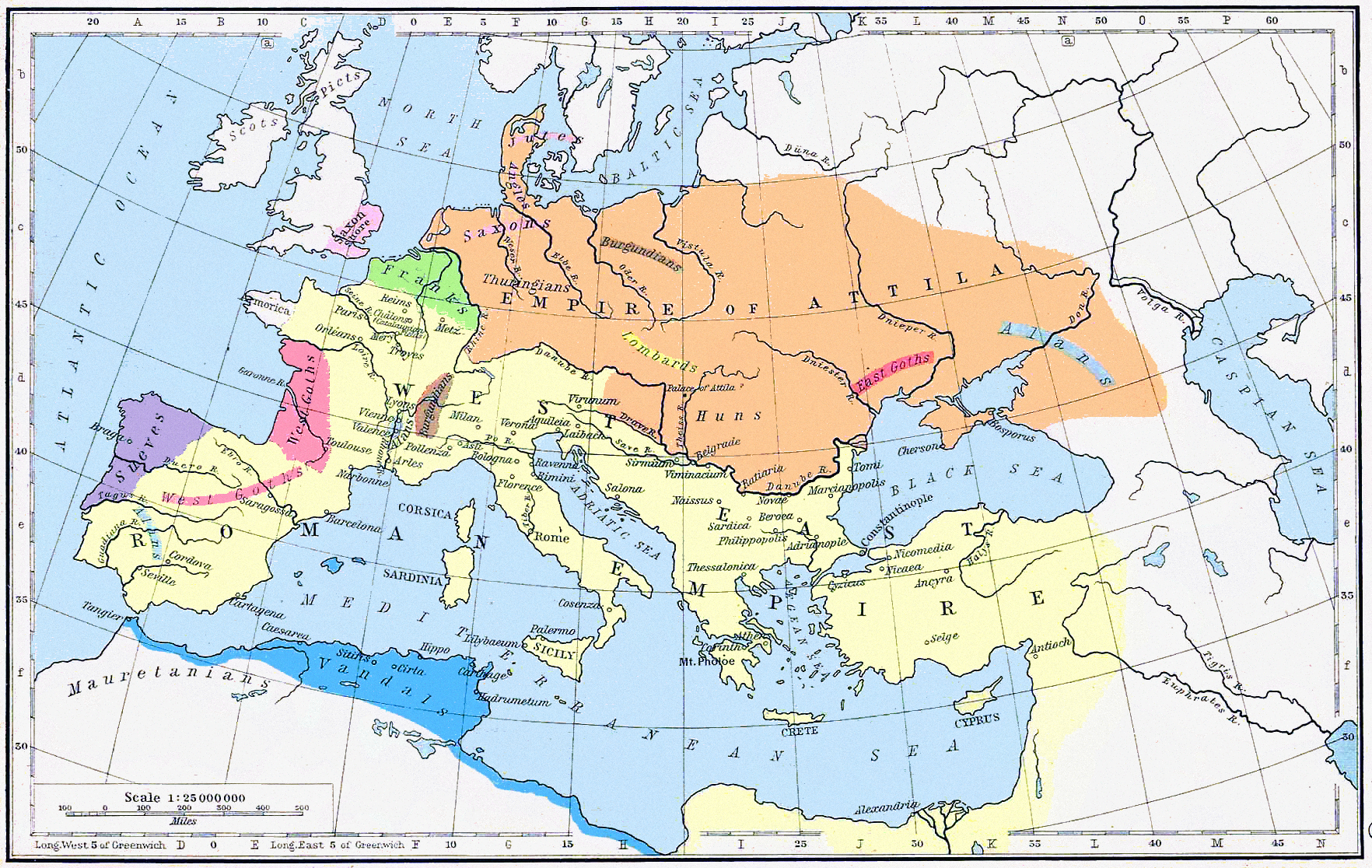
امپراتوری روم غربی (زرد) و امپراتوری هون در سال ۴۵۰

در ۴۳۵ کنترل روم بر گالیا شکننده بود. گالیا بلجیکا و منطقه حوالی راین توسط بورگوندی‌ها، فرانک‌ها و آلامان‌ها غارت و اشغال شده بودند؛ ویزیگوت‌های ساکن در آکوئیتانیا در تلاش برای بدست آوردن پایانه‌ای بر روی دریای مدیترانه، به سپتیمانیا (لانگداک امروزی در فرانسه) و حوالی ناربونا و آرل یورش بردند؛ و در همین حال آرموریکا (برتاین امروزی فرانسه) تحت کنترل بیگادی‌ها درآمده بود. بیگادی‌ها، بر طبق آنچه کشیش مارسی، سالویانوس، گفته، آن بخش از اقشار ضعیف جامعه بودند که بر اثر فشار مالیات‌ها و ستمگری زورمندان، انتخابی جز این نداشتند که راهزن (بیگادی) شوند یا اینکه به میان بربرها بگریزند، بربرهایی که به‌عقیده سالویانوس اکنون حتّی از رومیان هم دین‌دارتر شده بودند. محققان زیادی از منظر مارکسیستی شورش بیگادی‌ها را همچون یک «نبرد طبقاتی» از سوی «زحمت‌کشان» علیه «زورمندان» تفسیر کرده‌اند؛ در حقیقت، به‌نظر می‌آید که افراد توانگر هم در جنبش بیگادی‌ها شرکت‌جُسته باشند، و این می‌تواند بدان معنا باشد که بیگادی‌ها در واقع یک جنبش تجزیه‌طلب بوده‌اند که احساس می‌کردند به‌قدر کافی از سوی امپراتوری در برابر تهدیدهای خارجی محافظت نمی‌شوند و برای همین تصمیم گرفته‌اند خود به‌تنهایی وارد عمل شوند.
آئتیوس با آگاهی از اینکه برای رویارویی با چنین تهدیدهایی نیازمند کمک خارجی است، به هون‌ها روی‌آورد، هون‌هایی که تاکنون وی را در جنگ‌هایش بر سر قدرت در ۴۲۵ و ۴۳۳ نصرت داده و در گالیا هم به ارسال نیروی نظامی برای او ادامه داده بودند: با این‌حال آئتیوس برای کسب پشتیبانی آنان می‌بایستی پانونیا و والریا را در حدود سال ۴۳۵ به آنان واگذار کند. به لطف اتحاد با هون‌ها، آئتیوس توانست در حدود ۴۳۶/۴۳۷ بورگوندی‌های گونار را محو کند و به یورش‌های آنان در گالیا بلجیکا خاتمه دهد.
آئتیوس درحالی‌که در روم دومین مرتبه کنسولی‌اش را جشن می‌گرفت، یکی از افسران خود به نام لیتوریوس را به آرموریکا برای رویارویی با گروه شورشیان خودمختار محلی که رومیان بدانان برچسب «بیگادی» (راهزن) زده بودند، فرستاد. در سال ۴۳۷، لیتوریوس توفیق یافت شورش بیگادی‌ها را فروبخواباند. در این میان ویزیگوت‌ها، در تلاش برای به‌دست آوردن یک پایانه (بندر) در مدیترانه، در ۴۳۶ ناربونا را تحت محاصره گرفتند، امّا چون ژنرال لیتوریوس با نیروهای کمکی هونی‌اش به‌صورتی غیرمنتظره فرارسید، ناچار شدند محاصره را رها کنند؛ هون‌هایی که هر یک به مردم قحطی‌زدهٔ شهر یک کیسه گندم دادند. نبرد در برابر ویزیگوت‌ها با موفقیّتی همراه بود: در ۴۳۸ آئتیوس شکست سنگینی بر ویزیگوت‌ها در نبرد مونس کولوبراریوس وارد کرد که مروبائودس (شاعر) به ستایش آن پرداخت.
گزینه آئتیوس همانا استفاده از یک قوم بت‌پرست همچون هون‌ها در برابر مسیحی‌های (هرچند آریانی) ویزیگوت بود امّا این ابتکار مخالفت برخی را برانگیخت، همچون اسقف مارسی و مؤلف کتاب حکومت خدا آقای سالویانوس. وی معتقد بود که رومیان با سودجستن از هون‌های بت‌پرست در برابر ویزیگوت‌های مسیحی، فقط نصرت و حفاظت خدا را از دست می‌دهند. مؤلفان مسیحی بیش‌از هر چیز از این واقعیت بهت‌زده بودند که لیتوریوس به هون‌ها اجازه می‌داد نه‌تنها به خدایان خود قربانی اهدا کنند و آینده را با رسم اسکاپولیمانسی پیش‌گوئی کنند، بلکه در مواقع خاصی قلمرو امپراتوری را هم مورد غارت و یغما قرار دهند. در ۴۳۹، لیتوریوس به دروازه‌های تولوز، پایتخت پادشاهی ویزیگوت‌ها، رسید؛ جایی که در تلاش برای محو کردن قطعی ویزیگوت‌ها با آنان رویارو شد: با این‌حال در طول نبرد اسیر ویزیگوت‌ها شد و این امر سبب دستپاچگی در میان مزدوران هون شد، هون‌هایی که شکست خورده و پا به فرار گذاشتند. لیتوریوس اعدام شد. شکست و مرگ لیتوریوس، آئتیوس را واداشت با ویزیگوت‌ها از در صلح درآید و معاهده سال ۴۱۸ را بار دیگر تأیید کند؛ پس از آن به‌خاطر ظهور وندال‌هایی که درست در همان سال کارتاژ را متصرف شده بودند به ایتالیا بازگشت.
در این میان، به‌نظر می‌رسد اوضاع در اسپانیا کمی بهتر شد، جایی‌که با عزیمت وندال‌ها به‌سوی آفریقا تنها سوئبی‌ها در گالیسیا باقی‌مانده بودند. مدیحه‌ای که مروبائودس (شاعر) سروده بود می‌گوید که در اسپانیا در ابتدا «هیچ‌چیز تحت کنترل نبود … جنگجوی منتقم (آئتیوس) جاده‌ای که زمانی گروگان گرفته شده بود را آزاد کرده و یغماگر را بیرون کرده، راه‌های ارتباطی را بازپس گرفته؛ و جمعیت قادر است به شهرهای متروکه بازگردد». به‌نظر می‌آید که مداخلهٔ آئتیوس در اسپانیا به مذاکرات دیپلوماتیک با سوئبی‌ها محدود بوده باشد تا به توافقی میان سوئبی‌ها و ساکنان گالیسیا برسد، با وجود فشارهای وارده از طرف برخی اسپانیایی-رومی‌ها که مداخله نظامی را ترجیح می‌دادند. آئتیوس قصد نداشت سربازانش را در بازپس‌گیری یک استان کم‌بازده همچون گالیسیا تلف کند، و خود را به بازگرداندن اقتدار روم بر مابقی اسپانیا محدود کرد، اسپانیایی که باردیگر درآمدهای مالیاتی را به خزانه حکومت راونا سرازیر ساخت.

### تسلط وندال‌ها بر کارتاژ و بدتر شدن اوضاع (۴۵۰–۴۳۹)

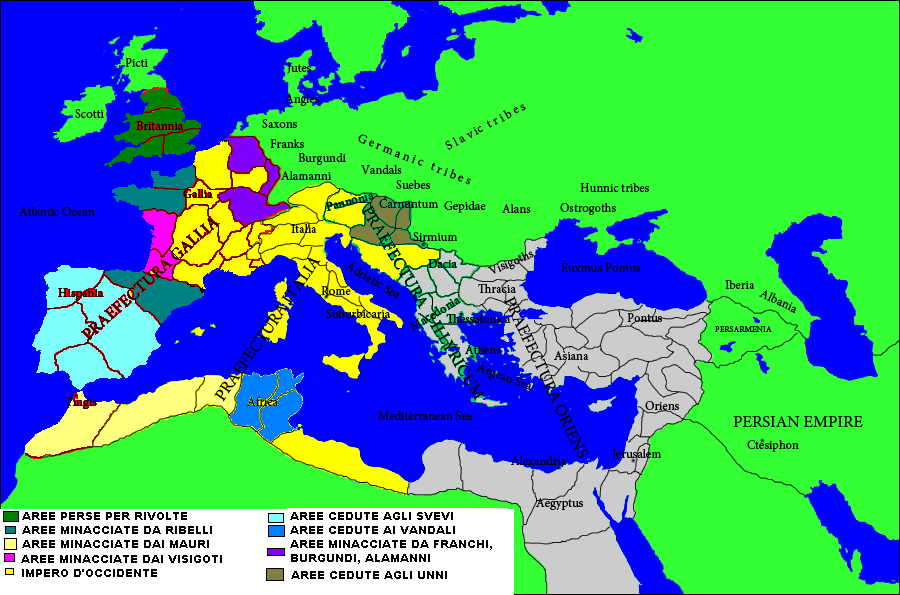
امپراتوری روم غربی در سال ۴۵۲:
باید توجه داشت بخش‌هایی از ایتالیا و گالیا که هنوز در کنترل حکومت مرکزی راونا بودند به‌سبب یورش هون‌های آتیلا ویران شده و دیگر در حد و اندازه‌ای نبودند که به میزان گذشته مالیات پرداخت کنند و همین امر جداً موجب شد درآمدهای مالیاتی امپراتوری غربی به حداقل خود برسد

در همان حال‌که آئتیوس نظم را به گالیا بازمی‌گرداند، در آفریقا گایسریک در ۱۹ اکتبر ۴۳۹ کارتاژ را که پایتخت ایالت آفریقا بود متصرف شد و قاطعانه به هرگونه اظهار وجود اقتدار امپراتوری در این ناحیه پایان داد. گایسریک با به‌دست گرفتن کنترل بسیاری از بنادر آفریقایی یک ناوگان شخصی فراهم ساخت و با آن شروع به دزدی دریایی کرد و در امور داخلی هم شروع به سرکوب کردن مسیحیت ارتدکس به سود مسیحیت آریانی نمود. در سال آینده وندال‌ها با سودجُستن از ناوگان نیرومندش قمار بزرگتری کرده و کوشیدند به سیسیل تجاوز کنند، با این‌حال به لطف نیروهای کمکیِ امپراتوری شرقی شکست خوردند.
امپراتور روم شرقی، تئودوسیوس دوم، یک ناوگان متشکل از ۱۱۰۰ کشتی به سیسیل اعزام داشت تا دو پارهٔ امپراتوری (روم شرقی و غربی) متفقاً حمله‌ای یکپارچه علیه وندال‌ها انجام دهند: امّا این قشون‌کشی به‌خاطر یورشی نیرومند از جانب آتیلا به بالکان (قلمرو روم شرقی) محو شد، یورشی که تئودوسیوس را واداشت ناوگان را فرابخواند. این‌چنین بود که امپراتوری ناچار شد در ۴۴۲ با وندال‌ها در باب صلح مذاکره کند، مذاکره‌ای که در آن مائوریتانیا و بخشی از نومیدیا را بازپس گرفت امّا در عوض تسلط بر بیزاسنا (تونس امروزی) و مابقی نومیدیا را برای وندال‌ها به‌رسمیت شناخت. پادشاه وندال‌ها، گایسریک، پسر خود هونریک را به‌عنوان گرو به راونا فرستاد، کسی که برمبنای شروط معاهدهٔ صلح با دختر امپراتور ازدواج کرد.
از دست رفتن شمال آفریقا مشکل مالیات را تشدید کرد. مالیهٔ امپراتوری متکی بر مال‌الاجاره زمین‌های بزرگ بود، زمین‌هایی که ارتش حفاظت از آنان را ضمانت کرده بود. از دست رفتن شمال آفریقا سبب پیامدهایی فاجعه‌بار برای مالیهٔ دولت شد، مشمولان مالیاتی را کاهش داده و دولت را ناچار کرد بر فشار مالیاتی بیفزاید: نتیجه این شد که وفاداری استان‌ها به حکومت مرکزی به بوته آزمایش سختی گذارده شد. امپراتوری نه‌تنها حاصلخیزترین استان‌های شمال‌آفریقا را از دست داد بلکه استان‌هایی که بر طبق معاهدهٔ ۴۴۲ به روم بازگردانده شده بودند، یعنی مائوریتانیا و بخشی از نومیدیا، را هم از دست داد، استان‌هایی که بر اثر جنگ به‌حدی ویران شده بودند که درآمد مالیاتی‌شان به یک‌هشتم مقدار استاندارد کاهش یافت. بحران اقتصادی ناشی از جدایی یا ویرانی این استان‌ها والنتینیانوس سوم را واداشت مزایای مالیاتی که به‌سود زمینداران بود را کاهش دهد و بر فشار مالیاتی بیفزاید: این امر در قانونی به سال ۴۴۴ به‌خوبی دیده می‌شود که در آن رژیم آئتیوس اعتراف کرد که به‌سبب کاهش درآمدهای مالیاتی دولت دیگر قادر نیست «به میزان کافی به مسئله‌ای بپردازد … که امنیت نهایی همگان بدان وابسته است» و برای همین ناچار بود مالیات‌های تازه به‌خاطر «ضرورت حیاتی تدارک یک نیروی ارتش پُرشمار برای … غلبه‌بر اوضاع ناگواری که دولت گرفتارش است» وضع نماید. بر طبق آنچه هیتر می‌گوید، امپراتوری می‌بایستی نیروی انسانی ارتش را کاهش دهد چراکه قادر به پرداخت حق‌الزحمه‌شان نبود.
آئتیوس با محدود کردن خطر وندال‌ها توانست توجه خود را معطوف شمال (سرزمین گالیا) کند، جایی که به بورگوندی‌های بازمانده جواز داد در درون سرحدات میان سون و رون در منطقه‌ای موسوم به ساوی اسکان یابند و یک پادشاهی متحد جدید بورگوندی تأسیس کنند که می‌توانست تهدید فزایندهٔ هون‌ها را کنترل کند (۴۴۳). در ۴۴۲، تصمیم گرفت نظم را به آرموریکایی که شورشیان در آن تاخت‌وتاز می‌کردند بازگردانَد، برای همین به الانان‌های گور اجازه داد در آنجا ساکن شوند. در ۴۴۰ برخی الانان‌های تحت رهبری سامبیدا را در حوالی ولانس در دشت رون اسکان داد. این اسکان بربرهای متحد که وظیفه تحت‌نظر داشتنِ شورشیان و دفاع از سرحدات در برابر دیگر بربرها بر دوششان بود اعتراض زمین‌داران گالیایی را برانگیخت که املاک بسیاری از آنان توسط همین متحدان غصب و ضبط شده بود. طبق گفتهٔ هالسال «از این‌جا، به‌نظر می‌رسد که سیاست امپراتوری در گالیا یک عقب‌نشینی مرزی از لوآر (رود) تا آلپ را به ذهن متبادر می‌کند؛ با گروه‌های [بربرِ] متحدی که در طول این سرحدات اسکان یافته‌اند تا به دفاع از آن کمک کنند».
تهدید هون‌ها آئتیوس را از اینکه نیروهای قابل‌توجهی به اسپانیا گسیل دارد بازداشت، اسپانیایی که عزیمت وندال‌ها و الانان‌هایش به‌سمت آفریقا به امپراتوری اجازه می‌داد استان‌هایی که آنان تصرف کرده بودند را بازپس‌گیرد، استان‌هایی که همچنان توسط سوئبی‌های مستقر در شمال‌غربی اسپانیا مورد تهدید بودند. هنگامی‌که در ۴۳۸ فردی به‌نام رکیلا بر تخت پادشاهی ویزیگوت‌ها نشست، شروع به نبردهای گسترش‌طلبانه‌ای به زیان امپراتوری کرد: درحالی‌که آئتیوس سرگرم دفع حملهٔ وندال‌ها به سیسیل بود، سوئبی‌ها توانستند مریدا (پایتخت لوسیتانیا) را در ۴۳۹ متصرف شوند، و متعاقباً سویل و استان‌های بایتیکا و کارتاخنا (با کارتاژ که در آفریقاست اشتباه نشود) را هم بگیرند (۴۴۱). تنها استان اسپانیا که هنوز در کنترل رومیان باقی‌مانده بود تاراکوننسیس بود که خود مورد تاخت‌وتاز تجزیه‌طلبان بیگادی بود. آئتیوس پس از معاهدهٔ ۴۴۲، تلاش‌های کوچکی کرد تا استان‌های از دست‌رفته را از سوئبی‌ها بازپس‌گیرد و بیگادی‌ها را سرکوب کند؛ بدین‌رو ژنرال‌هایی به‌نام‌های آستیریوس (۴۴۱) مروبائودس (۴۴۳) و ویتوس (۴۴۶) را بدان استان گسیل داشت. درحالی‌که دو فرد نخست کوشیدند حداقل تاراکوننسیس را از بیگادی‌ها بازپس‌گیرند ویتوس، که بلندپروازتر بود، ارتش رومی-ویزیگوت را در برابر سوئبی‌ها رهبری کرد امّا توسط آنان نابود شد. این شکست تقریباً تا حدودی به این حقیقت مربوط است که آئتیوس نمی‌توانست تمامی نیروهای خود در جنگ علیه سوئبی‌ها به‌کار ببَرد چراکه تهدید هون‌ها هم در کار بود.

### یورش هون‌ها (۴۵۲–۴۴۰)

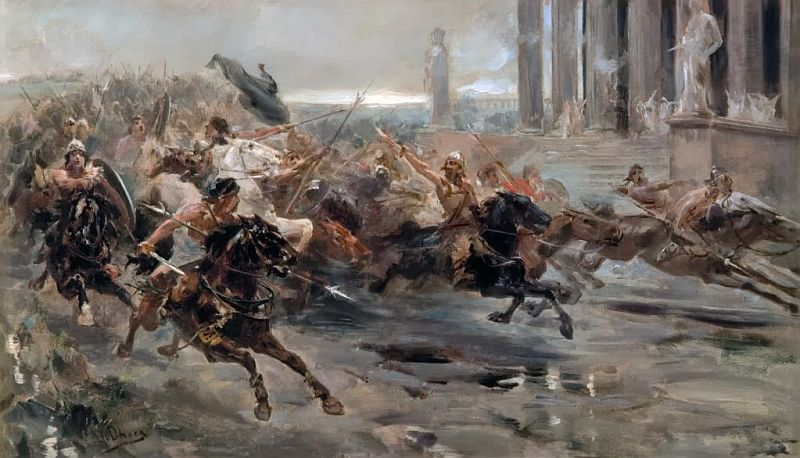
یک حمله از سوی هون‌ها

در پایان دهه ۴۳۰، با مرگ پادشاه هون به‌نام روگیلا، برادرزاده‌هایش به‌نام‌های بلدا و آتیلا جانشینش شدند. آتیلا یک شاهزاده هون با جاه‌طلبی‌های بسیار بود و در کوتاه مدت خود را از شر برادرش خلاص کرده و با متحد نمودن قبایل هون خود را به‌عنوان تنها حاکم هون‌ها شناساند (۴۴۵). در ۴۴۲–۴۴۱ به امپراتوری شرقی یورش بُرده، و وادارش کرد ناوگانی که برای بازپس‌گیری کارتاژ به‌سود روم غربی فرستاده بود را فرابخواند، و باج سنگینی [به آتیلا] بپردازد. با این‌حال تئودوسیوس دوم، پس از تقویت کردن ارتش خود، پرداخت باج به آتیلا را متوقف ساخت چراکه متقاعد شده بود موفقیّت‌های آتیلا در سال‌های ۴۴۲–۴۴۱ ناشی از این واقعیّت بوده‌اند که شهرهای بالکان بر اثر قشون‌کشی در برابر وندال‌ها فاقد نیروهای نظامی بوده‌اند، و می‌پنداشت که در صورتی که بالکان بدون سرباز نباشد موفق خواهد شد یورش پادشاه هون‌ها را پس‌بزند.
در ۴۴۷، در برابر امتناع تئودوسیوس از پرداخت باج، آتیلا بار دیگر امپراتوری شرقی را مورد تاخت‌وتاز قرار داد و بخش بزرگی از قلمروهای ایلیریا میان دریای سیاه و دریای مدیترانه را ویران ساخت و دو شکست سنگین به دو ارتش روم شرقی تحمیل کرد. با این‌حال توفیق آن را نیافت که کنستانتینوپل را تصرف کند، پایتختی که به‌تازگی پس از یک زلزله شدید که به استحکامات تنومندش آسیب زده بودند، تعمیر شده بود. با این‌حال تئودوسیوس ناچار شد یک باریکه زمینی در جنوب دانوب به‌طول پنج روز راه را تخلیه کرده و به هون‌ها باج سالانه ۲/۱۰۰ پوند طلا بپردازد.

یک نقشه تاریخی که یورش هون‌ها به گالیا در ۴۵۱ میلادی و نبرد شالون را توصیف می‌کند. در این نقشه مسیر حرکت هون‌ها به رنگ سبز و حرکت رومیان، ویزیگوت‌ها و متحدین به رنگ قرمز نشان داده شده‌است. در بالای سمت چپ نقشه «Sacheggiate» به معنای شهرهای غارت‌شده و «Minacciate» به‌معنای شهرهایی است که صرفاً تهدید شده‌اند

هونوریا، خواهر والنتینیانوس، در بهار ۴۵۰ به پادشاه هون‌ها یک درخواست کمک به‌علاوهٔ حلقه (انگشتر) خودش فرستاد، چرا که می‌خواست از اجبار ازدواج با یک سناتور خلاص شود: پیشنهاد او ازدواج نبود، امّا آتیلا این پیام را یک درخواست ازدواج تفسیر کرد و آنرا پذیرفت، و نصف امپراتوری غربی را به‌عنوان جهاز طلب کرد. هنگامی‌که والنتینیانوس این توطئه را کشف کرد، تنها مداخلهٔ مادرش یعنی گالا پلاکیدیا بود که او را قانع کرد هونوریا را به‌جای اعدام، تبعید کرده و پیامی به آتیلا بفرستد که در آن مطلقاً مشروعیّت این به‌اصطلاح پیشنهاد ازدواج را به‌رسمیّت نمی‌شناخت. آتیلا که به‌هیچ‌روی قانع نشده بود، هیئتی به راونا فرستاد تا تأکید کند که هونوریا گناهی مرتکب نشده‌است و درخواست او از منظر قانونی معتبر است و برای احقاق آنچه که حق خود می‌داند بدان‌جا خواهد آمد.
آتیلا با نیرویی که گفته می‌شد مشتمل‌بر ۰۰۰ ۵۰۰ مَرد بود گالیای شمالی را پشت سر گذاشت و مرگ و ویرانی به‌بار آورد. او بسیاری از شهرهای بزرگ اروپایی را به‌تصرف درآورد که از آن‌جمله رنس، استراسبورگ، تری‌یر، کلن بودند، امّا در برابر نیروی ویزیگوت‌ها و بورگوندی‌ها که تحت هدایت ژنرال فلاویوس آئتیوس بودند در نبرد شالون شکست خوردند.

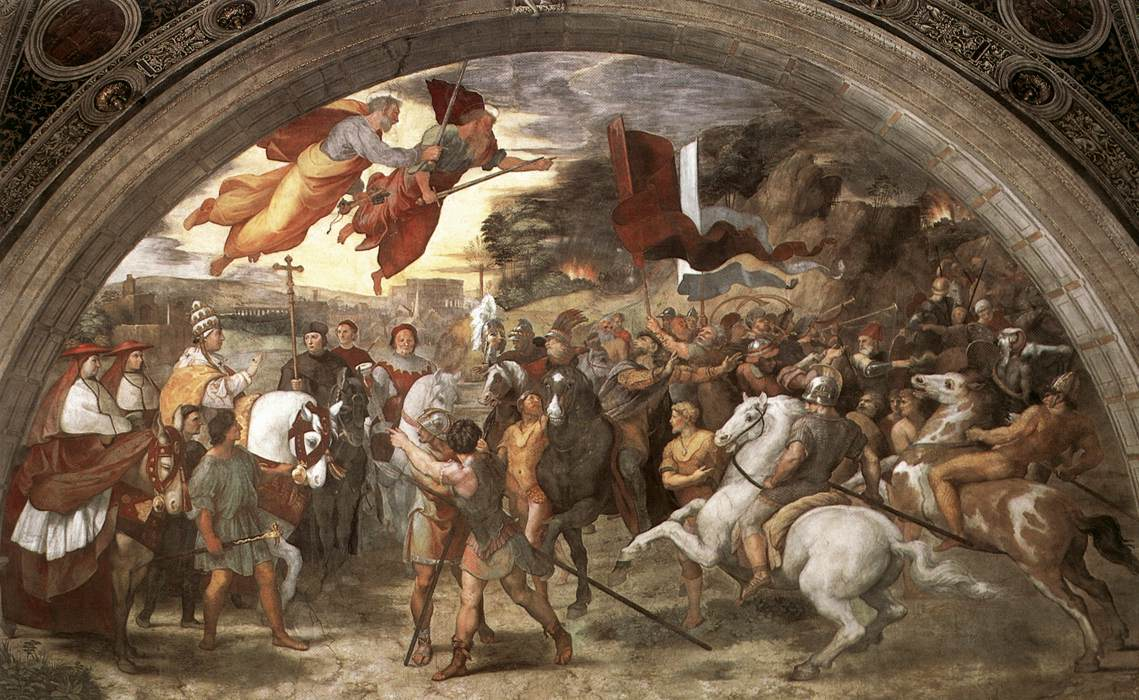
فرسکویی از ملاقات میان لئون یکم کبیر و آتیلا محصول ۱۵۱۴ در واتیکان. این فرسکو در دوران تصدی مقام پاپی توسط لئون دهم تکمیل شد. بر طبق افسانه‌ها، حضور اعجازآمیز پطرس و پولس رسول که مسلح به شمشیر بودند (دو فرد در حال پرواز در تصویر) در طول ملاقات پاپ لئون و آتیلا در ۴۵۲، آتیلا را به عقب‌نشینی واداشت و دست به غارت روم نزد

در ۴۵۲، آتیلا هنوز تحت‌تأثیر شکست سنگینش بود امّا به‌هیچ‌روی کرنش نکرد و با یورش به ایتالیا ــ شاید برای ادعای ازدواج با هونوریا ــ آکوئیلیا و میلان و دیگر شهرها را مورد غارت و ویرانی قرار داد. روش منحصر به‌فردی که وی با آن تسلط خود بر روم را مورد تأکید قرار داد هنوز معروف است: در کاخ سلطنتی میلان یک نقاشی وجود داشت که در آن سزارها (امپراتوران روم) به‌صورت نشسته بر تخت و در پای آنان شاهزادگان سکایی نقاشی شده بودند؛ آتیلا که تحت تأثیر این نگاره واقع شده بود، دست به ویرایش آن زد: سزارها به حالتی نقاشی شدند که در حال خالی کردن کیسه‌های گدائی طلایی در مقابل تخت آتیلا هستند. با این‌حال ارتش او بر اثر قحطی و بیماری‌ها هلاک شده بود، چرا که در ایتالیا وبا و مالاریا در حال جولان دادن بودند در حالی‌که دشت پوی ویران شده هم در حدی نبود که معاش توده بربرها را تأمین کند؛ به‌علاوه امپراتوری شرقی نیروهای نظامی برای آئتیوس جهت مقابله با هون‌ها فرستاده بود. آتیلا که به سهم خود تضعیف شده و از رسیدن نیروهای کمکیِ امپراتوری شرقی خوفناک بود، پیشنهاد آتش‌بسی که یک هیئت اعزامیِ والنتینیانوس به ریاست پاپ لئون به وی ارائه کرده بود را پذیرفت، هیئتی که در حوالی رود مینچو با وی ملاقات کرد. «افسانه‌ای که با مداد رافائل و مُغارِ آلگاردی (چنان‌که ادوارد گیبون می‌گوید) نگاریده شده بود نشان می‌دهد پاپ ــ که توسط پطرس و پولس رسول یاری می‌شد ــ آتیلا را متقاعد ساخت از شهر دور شود. در واقع، این مشکلات لوجستیکی همچون بیماری‌ها و کمبود غذا بودند که به ارتش آتیلا آسیب زدند و توده بربرهایش را وادار به عقب‌نشینی کردند، نه مداخلهٔ خاصی از سوی پاپ. آتیلا که به مناطق تحت اقتدارش در پانونیا عقب‌نشسته بود در ۴۵۳ در حالی‌که مشغول تدارک یک یورش جدید به امپراتوری بود، درگذشت.

### پایان آئتیوس و والنتینیانوس (۴۵۵–۴۵۳)
در سپتامبر ۴۵۴ آئتیوس در اوج قدرت خود بود، به‌حدی که شاید به دستیابی پسر خودش گائودنتیوس به مقام جانشینی امپراتور از طریق ازدواج وی با خواهر امپراتور می‌اندیشید. فرمانده پرایتوری، آقای پترونیوس ماکسیموس، و دبیر حرمسرا، هراکلیانوس، امپراتور والنتینیانوس را با ترساندن از اینکه آئتیوس تدارک خلع فوری او را می‌بیند، او را برانگیختند. در یک خشم مفرط، والنتینیانوس در طول یک مراسم خنجری مرگبار به آئتیوس زد.
چند ماه بعد، اتحاد کوتاه‌مدت میان والنتینیانوس، هراکلیانوس و پترونیوس ماکسیموس ــ که بابت دست‌نیافتن به جایگاه آئتیوس آزرده‌خاطر بود ــ از هم‌گسست. در ۱۶ مارس ۴۵۵، دو لژیون آئتیوس که به گارد امپراتور تعلق داشتند و توسط پترونیوس تحریک شده بودند، والنتینیانوس و وزیر متنفذش هراکلیانوس را در روم و درحالی‌که مشغول رفتن به ناحیه کَمپوس مارتیوس بودند مقتول ساخته و بدین‌ترتیب انتقام قتل فرمانده خود را ستاندند: با مرگ والنتینیانوس، سلسلهٔ تئودوسیوسی-والنتینیانوسی در غرب به پایان رسید.

## پیامدهای یورش هون‌ها
مهاجرت هون‌ها به دشت بزرگ مجارستان سبب یک موج تازه یورش‌های بربری از سوی بسیاری از اقوامی شد که توسط نیروهای مسلح روم عقب‌رانده نشده و در قلمرو امپراتوری مسکن گزیدند و در سقوط امپراتوری روم غربی نقشی ایفا کردند و به ایجاد پادشاهی‌های رومی-بربری انجامید.
نقش هون‌ها در یورش بربرها را می‌توان به سه مرحله تقسیم کرد:
- هون‌ها، درحال مهاجرت به‌سوی دشت مجارستان، بسیاری از اقوام بربر را به یورش به امپراتوری برمی‌انگیزند (۴۰۸–۳۷۶)
- هون‌ها، هنگامی‌که مهاجرت‌شان به پایان رسید، امپراتوری را یاری می‌دهند با بربرهایی که وارد قلمرو امپراتوری شده بودند بجنگد (۴۳۹–۴۱۰)
- هون‌ها، تحت رهبری آتیلا، به دشمن امپراتور بدل می‌شوند و ابتدا به امپراتوری روم شرقی و سپس روم غربی حمله می‌کنند (۴۵۲–۴۴۰)

ابتدا در سال‌های ۳۷۰، درحالی‌که قسمت اعظم هون‌ها هنوز در شمال دریای سیاه متمرکز بود، برخی توده‌های ایزولهٔ یغماگران هونی به ویزیگوت‌ها در شمال دانوب حمله بردند و آنان را واداشتند به درگاه امپراتور والنس درخواست پناهندگی بدهند. ویزیگوت‌ها که به دو گروه گروتونگی و تروینگی تقسیم شده بودند، در داخل قلمرو شرقی امپراتوری پذیرفته شدند امّا متعاقب بدرفتاری‌ها، شوریدند و شکستی سنگین به امپراتوری شرقی در نبرد آدریانوپل (۳۷۸) وارد آوردند. با حالت متحده‌ای که در سال ۳۸۲ گرفتند، اجازه یافتند در ایلیریکومِ شرقی به عنوان متحد امپراتوری مسکن گزینند، با این تعهد که نیروهای مزدور برای امپراتور تئودوسیوس یکم فراهم کنند. ویزیگوت‌ها تحت رهبری آلاریک در ۳۹۵ بار دیگر شورش نموده و به‌سوی روم غربی کوچ کردند و در ابتدا توسط ژنرال استیلیکو پس‌زده شدند (۴۰۲ و ۴۰۳)؛ پس از ترور این ژنرال در ۴۰۸، ویزیگوت‌ها به ایتالیا تاختند و روم را در ۴۱۰ مورد غارت قرار دادند و سپس تحت پادشاهی آتولف به گالیا کوچیدند. آنان از ژنرال جدید رومی فلاویوس کنستانتیوس در ۴۱۵ شکست خوردند و پذیرفتند برای امپراتوری در اسپانیا علیه مهاجمان بجنگند و در عوض به‌عنوان متحدان روم صاحب آکوئیتانیا شدند (۴۱۸).
اگر نخستین «بحرانی» که هون‌ها برانگیخته بودند صرفاً ویزیگوت‌ها را به تجاوز به امپراتوری واداشت، تغییرمکان هون‌ها از شمال دریای سیاه به دشت بزرگ مجارستان که در ابتدای سده پنجم حادث شد به «بحرانی» سنگین‌تر انجامید: میان سال‌های ۴۰۵ و ۴۰۸ امپراتوری توسط هون‌های اولدین، گوت‌های راداگایسوس (۴۰۵)، وندال‌ها، الانان‌ها، سوئبی‌ها (۴۰۶) و بورگوندی‌ها (۴۰۹) مورد حمله واقع شد؛ اقوامی که بر اثر مهاجرت هون‌ها به داخل امپراتوری کشانده شده بودند. اگر گوت‌های راداگایسوس که به ایتالیا یورش بردند و هون‌های اولدین که به روم شرقی تاختند هر دو عقب‌رانده شدند، وندال‌ها، الانان‌ها و سوئبی‌ها رود راین را در ۳۱ دسامبر ۴۰۶ پشت‌سر گذارده، از امپراتوری خارج نشده و در ۴۰۹ پس از آنکه گالیا را برای حدود سه سال ویران ساختند در اسپانیا اقامت گزیدند. وندال‌ها و الانان‌ها سپس در ۴۲۹ عازم آفریقا شده و کارتاژ را ده سال بعد متصرف شدند (۴۳۹). از کارتاژ، آنان اقدام به دزدی دریایی کردند و سپس سیسیل، ساردنیا، کورسیکا و جزایر بالئاری را متصرف شدند و حتّی در ۴۵۵ روم را مورد غارت قرار دادند. در این میان، در ناحیهٔ حوالی راین فرانک‌ها و بورگوندی‌ها اسکان گزیده بودند و در همان حال آرموریکا و بریتانیا از امپراتوری تجزیه شده بودند؛ هر چند که بعداً آرموریکا تحت کنترل شکننده روم بازگشت.
به‌گونه‌ای پارادوکس‌وار، هون‌هایی که به‌طور غیرمستقیم بحران‌های ۳۸۲–۳۷۶ و ۴۰۸–۴۰۵ را برانگیخته بودند پس از آن که به‌طور ثابت در دشت مجارستان اسکان گزیدند، افزون‌بر متوقف ساختن جریان مهاجرتی‌ایی که به ضرر امپراتوری بود، او را در جنگیدن با گروه‌های مهاجم یاری دادند: در ۴۱۰ برخی مزدوران هون به‌سوی هونوریوس فرستاده شدند تا او را در برابر آلاریک یاری دهند، و آئتیوس هم از ۴۳۵ تا ۴۳۹ از مزدوران هون برای شکست دادن بورگوندی‌ها، بیگادی‌ها و ویزیگوت‌ها در گالیا بهره‌جُست؛ با این‌حال از آنجایی که حتّی با وجود پشتیبانی هون‌ها هیچ‌یک از تهدیدات خارجی به‌طور کامل محو نشده بود، این کمکِ هون‌ها تنها به‌طور حداقلی آثار منفی ناشی از یورش‌های ۳۸۲–۳۷۶ و ۴۰۸–۴۰۵ را جبران کرد.
امّا بعد تحت رهبری آتیلا، هون‌ها تهدید بزرگی برای امپراتوری شدند و حواس امپراتوری را از نبرد در برابر مهاجمانی که در ۳۸۲–۳۷۶ و ۴۰۸–۴۰۵ به قلمروهایش وارد شده بودند پرت کردند، و بدین‌گونه از این مهاجمان برای گسترش هرچه بیشتر حوزه نفوذ خود سودجُستند. برای نمونه چنان‌که رفت، نبردهای آتیلا در بالکان امپراتوری شرقی را از کمک به امپراتوری غربی علیه وندال‌ها در آفریقا بازداشتند، و ناوگان روم شرقی مشتمل‌بر ۱۱۰۰ کشتی که به سیسیل فرستاده شده بود تا کارتاژ را از وندال‌ها پس‌بگیرند، عملاً به میهن خود (روم شرقی) فراخوانده شد چرا که آتیلا حتّی کنستانتینوپل (پایتخت شرقی) را نیز تهدید می‌کرد (۴۴۲). همچنین بریتانیا که در حدود ۴۰۹–۴۰۷ مشخصاً از سوی رومیان رها شده بود نیز در حدود نیمهٔ این سده از سوی قبایل ژرمن (ساکسون‌ها، آنگل‌ها، و جوت‌ها) مورد هجوم واقع شد، قبایلی که چندین نهاد کوچک خودگردان (ساسکس، آنگلیای شرقی، کنت و غیره) تشکیل دادند که اغلب در حال جنگ میان خود بودند. ژنرال آئتیوس در ۴۴۶ از سوی رومی-بریتانیایی‌ها درخواستی نومیدانه برای مداخله علیه این مهاجمان جدید دریافت کرد؛ با این‌حال وی نمی‌توانست نیروها را از سرحدات مرزی (در همسایگی با هون‌ها) فرابخواند، و درخواست را رد کرد. آئتیوس می‌بایستی قید فرستادن نیروهای قابل توجه به اسپانیا در برابر سوئبی‌ها را نیز بزند، سوئبی‌هایی که تحت رهبری رکیلا تقریباً کل اسپانیای روم به‌استثنای تاراکوننسیس را مطیع خویش کرده بودند.
امپراتوری روم غربی می‌بایستی اینچنین قید درآمدهای مالیاتی اسپانیا و به‌خصوص آفریقا را بزند، و پیامدش این شد که برای تغذیه کردنِ ارتشی توانمند جهت مقابله با بربرها، منابعِ کمی در دسترس باشد. به‌تدریج که درآمدهای مالیاتی به دلیل یورش‌ها کاهش می‌یافتند، ارتش روم بیش از پیش تضعیف می‌شد و گسترش‌طلبی هرچه بیشتر از سوی مهاجمان (مهاجران) به‌ضرر روم تسهیل می‌شد. در ۴۵۲ امپراتوری روم غربی بریتانیا را از دست داد، بخشی از گالیا جنوب‌غربی را به ویزیگوت‌ها و تکه‌ای از گالیا شمال‌شرقی را هم به بورگوندی‌ها داد، تقریباً سرتاسر اسپانیا به سوئبی‌ها واگذار و استان‌های بسیار حاصلخیز آفریقا هم توسط وندال‌ها اشغال شدند؛ استان‌های بازمانده یا توسط شورشیان تجزیه‌طلب بیگادی مورد تاخت‌وتاز بوده یا بر اثر جنگ‌های دهه گذشته (برای نمونه قشون‌کشی‌های آتیلا در گالیا و ایتالیا) ویران شده بودند و بدین رو دیگر نمی‌توانستند درآمد مالیاتی‌ایی نسبت‌به دوران پیش از تهاجمات جمع‌آوری کنند. می‌توان استنتاج کرد که هون‌ها در سقوط امپراتوری روم غربی نقش ایفا کردند امّا نقش مستقیم آنان (مانند نبردهای آتیلا) به‌قدر نقش غیرمستقیم‌شان نبود، چراکه آنان با برانگیختن مهاجرت وندال‌ها، ویزیگوت‌ها، بورگوندی‌ها و دیگر اقوام به داخل امپراتوری، بسیار بیش‌تر از یورش‌های مستقیم آتیلا به امپراتوری صدمه زدند.

## غارت روم (۴۵۵)
قتل والنتینیانوس سوم سبب پایان خط وراثت مستقیم تئودوسیوس شد. جانشین وی پترونیوس ماکسیموس ــ که دست او در پشت قتل والنتینیانوس بود و فوراً با بیوه او (لیکینیا ائودوکسیا) ازدواج کرد ــ برای حدود دو ماه، از ۱۷ مارس تا ۳۱ می ۴۵۵، امپراتور ماند. خبر پیاده شدن گایسریک و وندال‌هایش در استیا منجر به شورش مردم روم شد که به سنگسار شدن امپرتور، در حالی‌که مشغول فرار بود، انجامید.
گایسریک و توده‌هایش در شهر روم رژه رفتند، رومی که حتّی بی‌آنکه بکوشد از خود دفاع کند در ۲ ژوئن ۴۵۵ تسلیم شد. گایسریک به پاپ لئون یکم قول داد که سلامت بدنی شهروندان محترم شمرده خواهد شد و غارت شهر بازه زمانیِ حداکثر ۱۵ روزه‌ای خواهد داشت و آتش‌سوزی در کار نخواهد بود. وندال‌ها از میان ثروت‌ها و کارهای هنریِ شهر که دزدیده بودند، هرچه قابل انتقال بود را منتقل کردند؛ و حتّی حکمران آنان که ارضا نشده بود بسیاری از شخصیّت‌های برجسته را به‌عنوان گروگان با خود به آفریقا برد تا بابت آنان فدیه بگیرد.
در میان اسرا، امپراتریس لیکینیا ائودوکسیا و دخترانش پلاکیدیا (با گالا پلاکیدیا اشتباه نشود) و ائودوکیا نیز بودند. روایت شده که لیکینیا ائودوکسیا شخصاً گایسریک را فراخوانده که انتقام ترور شوهر اولش (والنتینیانوس) را بگیرد و در همان حال دخترش ائودوکیا را برای همسری به هونریک (پسر گایسریک) وعده داد؛ دختری که در خاک آفریقا با او وصلت نمود. گایسریک متعاقباً استان‌های آفریقایی‌ایی که تاکنون در دست امپراتوری غربی بودند را بعلاوهٔ سیسیل، ساردنیا، کورسیکا و جزایر بالئاری متصرف شد.

## آخرین امپراتورها (۴۷۵–۴۵۵)

### آویتوس و مایوریانوس (۴۶۱–۴۵۵)

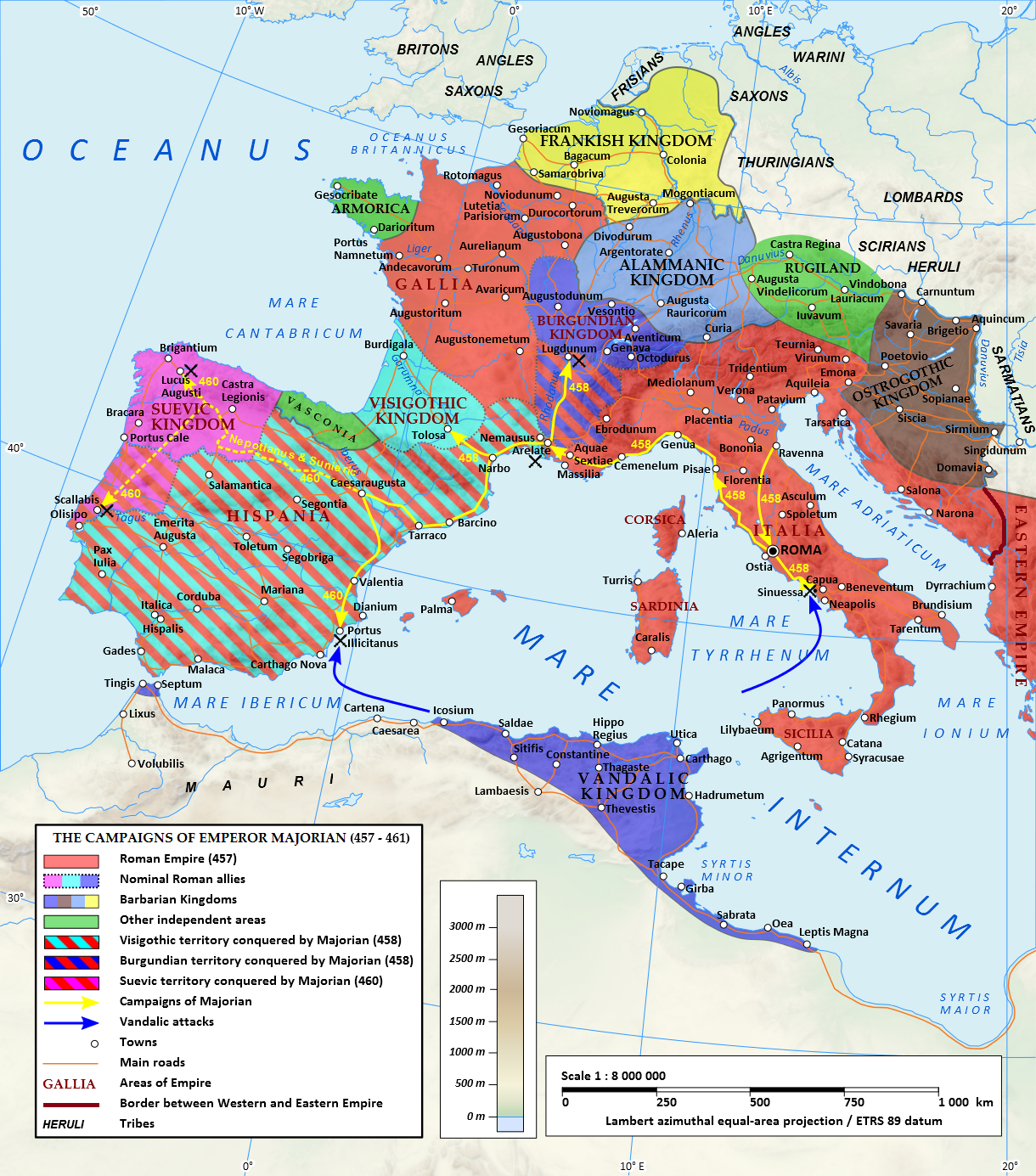
امپراتوری روم غربی در زمان مایوریانوس. توجه شود که ایلیریکوم اسماً تحت سیطره روم بود امّا قدرت حقیقی در دستان فرماندار آن آقای مارسلینوس بود. همچنین گالیا و بخشی از هیسپانیا در ابتدای زمامداری مایوریانوس خارج از حیطه قدرت او بودند چرا که توسط ویزیگوت‌ها و بورگوندی‌ها اشغال شده‌بودند. خط زردی که گالیا و هیسپانیا را درمی‌نوردد همان پیشروی امپراتور مایوریانوس است که دیده می‌شود آرل (در نقشه با نام Arelate) و سپس لیون (در نقشه با نام Lugdunum) را متصرف شده و تا Caesaraugusta پیش می‌رود و سپس مابقی راه را به ژنرال‌هایش نپوتیانوس و سونیریک وامی‌گذارد (خط چین زرد) و خود عازم Portus Illicitanus می‌شود تا با ناوگانش به آفریقا حمله کند؛ امّا خائنان در آنجا ناوگان را آتش می‌زنند.

با مرگ پترونیوس ماکسیموس آویتوس به‌قدرت رسید، وی یک گالی-رومی از طبقه سناتورهای بالا بود که توسط پترونیوس به‌عنوان ارباب سربازان منصوب شده بود و در آرل با پشتیبانی نظامی ویزیگوت‌ها امپراتور خوانده شد و با ورودش به رم موفق شد به لطف ارتش ویزیگوتی نیرومندش از سوی ارتش مستقر در ایتالیا به‌رسمیت شناخته شود. آویتوس که مورد حمایت ویزیگوت‌ها بود قصد داشت علیه سوئبی‌هایی که تاراکوننسیس را تهدید کرده بودند دست به کار شود: ویزیگوت‌ها را به اسپانیا فرستاد و اینان هم با وجود آنکه موفق شدند سوئبی‌ها را محو کنند، خودشان هم قلمرو اسپانیا را مورد غارت قرار دادند و به‌ضرر رومیان آنرا به تملک خود درآوردند. آویتوس نبردی در پانونیا در برابر استروگوت‌ها در پائیز ۴۵۵ رهبری نمود و توفیق یافت آنان را، حداقل اسماً، به انقیاد بکشاند و در همان حال ژنرال او ریکیمر توانست یورش‌های دریایی وندال‌ها در سیسیل و ایتالیای جنوبی را دفع کند. با این‌حال فرمانروایی آویتوس کمی بیشتر از یکسال به‌طول انجامید: او به‌سبب گالیایی و بیگانه بودنش مورد نفرت طبقه مسلط رومی و ارتش مستقر در ایتالیا بود، و ژنرال‌های ارتش ایتالیا به نام‌های ریکیمر (نوهٔ دختری پادشاه ویزیگوت‌ها والیا) و مایوریانوس علیه او شورش کردند؛ این دو نامبرده از غیبت ویزیگوت‌هایی (حامیان اصلی آویتوس) که برای جنگ با سوئبی‌ها عازم اسپانیا شده بودند سودجُسته و آویتوس را ۴۵۶ در حوالی پیاچنتسا مغلوب ساخته و از امپراتوری خلعش کردند. خلاء قدرتی که پدید آمده بود تنش‌های تجزیه‌طلبانه را در بسیاری از پادشاهی‌های بربری که در حال شکل‌گیری بودند تغذیه کرد.
پس از یک دوره فترت که بیش از هجده ماه به طول انجامید (زیرا پیش از آنکه اقدام به انتصاب یک امپراتور جدید کنند قصد داشتند منتظر رضایت امپراتور شرقی بمانند، که نرسید) مایوریانوس به امپراتوری رسید و مورد حمایت سنا نیز بود؛ امپراتور جدید خود را برای چهار سال دلمشغول یک سری اقدامات دقیق و معین برای اصلاحات سیاسی، اداری و قضایی نمود و کوشید سوءاستفاده‌ها را برچیده و از ویرانی بنّاهای باستانی برای استفاده از مواد و مصالحشان جهت ساختن بنّاهای جدید ممانعت به‌عمل آوَرد.
یکی از نخستین اموری که امپراتور جدید خود را ناچار به مواجه با آن دید مسئلهٔ تحکیم تسلط بر ایتالیا و بازپس‌گیری کنترل بر سرزمین گالیا بود که پس از مرگ امپراتورِ رومی-گالیایی (آویتوس) سر به شورش برداشته بود؛ تلاش‌ها برای بازپس‌گیری هیسپانیا و آفریقا نیز اقداماتی در دستور کار برای آینده بودند. مایوریانوس قبل از هر چیز در تابستان ۴۵۸ با شکست دادنِ گروهی از وندال‌ها که در کامپانیا پیاده شده بودند، خیالش را بابت امنیت ایتالیا آسوده ساخت. سپس با در نظر داشتن یک قشون‌کشی به گالیا، ارتش را تقویت کرد و نیرویی قدرتمند متشکل از بربرهای ژپید، اوستروگوت‌ها، روگی‌ها، بورگوندی‌ها، هون‌ها، باستارنی‌ها، سوئبی‌ها، سکاها، و الانان‌ها جذب کرد و افزون‌بر آن دو ناوگان را بازسازماندهی کرد (محتملاً ناوگان‌های میسنو و راونا)، چرا که نمی‌خواست توان نظامی ناوگان وندال‌ها را دست‌کم گیرد.
در پایان ۴۵۸ مایوریانوس ارتش خود که با حضور بربرها تقویت شده بود را عازم گالیا کرد و ویزیگوت‌های تئودوریک دوم را از آرل بیرون کرد و آنان را واداشت به حالت متحدان روم بازگردند و ایالت اسپانیا را که تئودوریک سه سال قبل آنرا به فرمان آویتوس اشغال کرده بود بازپس دهند؛ امپراتور هم‌رزم سابق خود اگیدیوس را به فرمانداری استان مزبور گماشته و او را ارباب سربازان در گالیا نامید و فرستادگانی به اسپانیا گسیل داشت تا پیروزی‌اش بر ویزیگوت‌ها و توافقی که با تئودوریک تحصیل کرده بود را اطلاع دهد. با یاری این متحدان جدید، مایوریانوس وارد دره رون شد و آنرا هم با قوای نظامی و هم با دیپلماسی متصرف شد: بورگوندی‌ها را شکست داد و لیون را پس از یک محاصره بازپس گرفت، و این شهر را محکوم به پرداخت خسارت جنگی هنگفتی کرد و در همان حال بیگادی‌ها قانع شده‌بودند طرف امپراتوری را بگیرند. با این‌حال قصد مایوریانوس در واقع آشتی با اهالی گالیا بود، آن‌هم با وجود این‌که اشراف گالیایی-رومی آنجا قبلاً طرف آویتوس را گرفته بودند؛ یک مورد قابل توجه این است که داماد آویتوس به نام سیدونیوس آپولیناریس موفق شد مدیحه‌ای برای امپراتور بسراید (اوایل ژانویه ۴۵۹) و مؤثرتر از آن اعطای معافیت مالیاتی به شهر لیون بود.
سپس مایوریانوس مصمم شد به آفریقای وندال‌ها یورش ببرد. گایسریک که از یورش رومیان وحشت داشت کوشید در باب صلح با مایوریانوس مذاکره کند که البته او رد کرد. اکنون پادشاه وندال‌ها تصمیم گرفت تمامی منابع تدارکاتی در مائورتانیا (مراکش کنونی) را از بین ببرد چراکه می‌پنداشت مائورتانیا همان مکانی باشد که مایوریانوس و ارتش وی برای یورش به آفریقا در آن پیاده شوند، و نیز حملاتی به ناوگان او در آب‌های نزدیک به محل پیاده شدن انجام داد. در این میان مایوریانوس هنوز سرگرم اشغال اسپانیا بود: در حالی‌که نپوتیانوس و سونیریکوس سوئبی‌ها را در لوکوس آگوستی (در نقشه با عنوان Lucus Augusti) شکست می‌دادند و سانتاری را در لوسیتانیا اشغال می‌کردند، امپراتور از کایسارآگوستا (در نقشه با عنوان Caesaraugusta) گذشته و به استان کارتاخنا (با کارتاژ که در آفریقا بود اشتباه نشود) رسیده بود، هنگامی که ناوگانش که در بندر ایلیکیتانوس (در نقشه با عنوان Portus Illicitanus) در حوالی الچه لنگر زده بود به‌دست خائنانی که از وندال‌ها پول گرفته بودند تخریب شد. مایوریانوس، محروم از ناوگانی که برای یورش به وندال‌ها در آفریقا ضروری بود، حمله را لغو کرد و راه بازگشت را در پیش گرفت. امپراتور هنگامی‌که سفرای گایسریک را به حضور پذیرفت صلح را متقبل شد، صلحی که محتملاً تصرف دفاکتوی مائورتانیا از سوی وندال‌ها را به‌رسمیت می‌شناخت. در بازگشتش به ایتالیا، در اوت ۴۶۱ به فرمان ریکیمر ترور شد. مرگ مایوریانوس به معنای از دست رفتن قطعی آفریقا، سیسیل، ساردنیا، کورسیکا، و بالئاری به‌سود وندال‌ها و نیز از دست رفتن اسپانیا به‌سود ویزیگوت‌ها بود: در حقیقت پس از عقب‌نشینی مایوریانوس از اسپانیا به‌خاطر نابودی ناوگانش، [نامِ] هیچ مقام رومی دیگری در منابع شبه‌جزیره ایبری دیده نشد و همین نشان می‌دهد که پس از ۴۶۰ اسپانیا در واقع دیگر بخشی از امپراتوری نبود.

### ریکیمر (۴۷۲–۴۶۱)

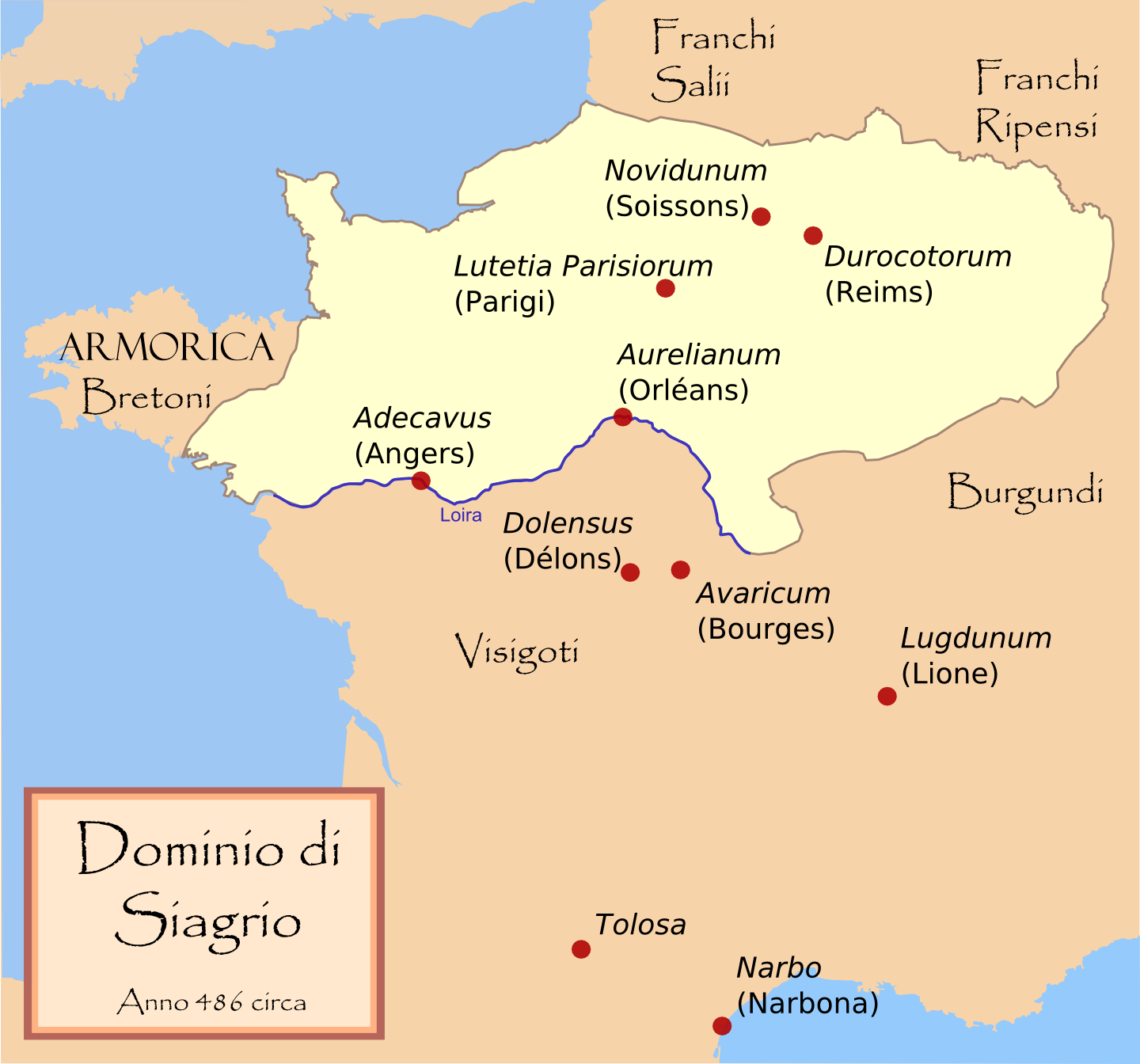
نواحی تحت کنترل سیگاریوس ــ پسر و جانشین اگیدیوس ــ در بخشی از گالیا

با مرگ مایوریانوس آخرین امپراتور واقعی غرب از میان رفت. ریکیمر، با خاندان سلطنتی بورگوندی و ویزیگوتی‌اش، داور حقیقی این بخش از امپراتوری شد و از آن هنگام به بعد آگوستوس‌ها (امپراتورها) را برمبنای نیازهای مبرم سیاسی زمانه و منافع شخصی خود منصوب یا معزول می‌کرد.
در ۴۶۱، ریکیمر لیبیوس سوروس را به عنوان امپراتور دست‌نشانده منصوب کرد. با این حال آقای اگیدیوس و آقای مارسلینوس که به‌ترتیب ارباب سربازان در گالیا و فرماندار دالماسی بودند و نسبت‌به مایوریانوس اظهار وفاداری می‌کردند از به‌رسمیت شناختنِ امپراتور جدید که ــ بازیچه‌ای در دست ریکیمر بیش نبود ــ سرباز زدند؛ ریکیمر نیز با منصوب کردن یکی از حامیان خود به نام آگریپینوس به عنوان ارباب سربازانِ جدید در گالیا واکنش نشان داد. آگریپینوس به ویزیگوت‌ها متوسل شد و با کمک آنان در برابر اگیدیوس و متحدان فرانکی وی که تحت امر شیلدریک یکم بودند به نبرد پرداخت: در سال ۴۶۲ آگریپینوس برای کسب پشتیبانیِ ویزیگوت‌ها دسترسی به دریای مدیترانه و شهر ناربون را بدانان واگذار کرد و در حقیقت اگیدیوس را از [تماس با] مابقی امپراتوری محروم نمود. اگیدیوس خود را در رأس یک دولت رومی خودمختار در ناحیه‌ای حوالی سوآسون دید (پادشاهی سوآسون‌ها)؛ و این حقیقت که وی از هیچ اقتدار دیگری جز امپراتوری روم شرقی که در دورترها واقع بود فرمان نمی‌بُرد نیز استقلال وی را تقویت می‌کرد. پس از آگریپینوس، ریکیمر یک پادشاه بورگوندی به نام گوندیوک که شوهرخواهرش بود را به‌عنوان ارباب سربازان در گالیا منصوب کرد. (۴۶۳)
با قرار دادن بورگوندی‌ها و ویزیگوت‌ها در برابر اگیدیوس، ریکیمر و سوروس امیدوار بودند کنترل بر ارتشِ هنوز نیرومندِ گالیا را کسب کنند، امّا اگیدیوس همچنان خاری در چشم ریکیمر بود و توانست ویزیگوت‌ها را در یک نبرد منظمِ با اهمیت در سال ۴۶۳ در اورلئان شکست دهد و همچنین برادرِ شاه تئودوریک دوم به نام فردریک را مقتول سازد. پس از این پیروزی، اگیدیوس یورشی علیه ویزیگوت‌ها انجام نداد؛ گفته می‌شود در ۴۶۵ یک هیئت به سوی وندال‌ها گسیل داشت شاید برای اینکه کمک آنان را در برابر قبایل بربر ساکن گالیا طلب کند. با این حال در همین سال اگیدیوس درگذشت، شاید او را مسموم کردند. ابتدا فردی به‌نام پائولوس و سپس پسر خودش به‌نام سیگاریوس جانشین او شدند. تسلط سوآسون‌ها ــ آخرین پایگاه رومیان در گالیا شمالی ــ تنها در ۴۸۶ به پایان رسید، هنگامی که توسط فرانک‌ها اشغال شد.
در این میان وندال‌ها به یورش‌های خود به ایتالیای جنوبی و سیسیل ادامه دادند: گایسریک در حقیقت می‌خواست فردی به‌نام اولیبریوس را بر تخت روم غربی بنشاند، چرا که با وی خویشاوند بود، و تلاش کرد از امپراتوری غربی با [تهدید] به حملاتی غارتگرانه (شبیه غارت رم در ۴۵۵) باج‌خواهی کند: امپراتوری غربی دیگر ناوگانی نداشت تا با آن از خود دفاع کند و در نتیجه از امپراتوری شرقی طلب کمک کرد، که با این‌حال روم شرقی آن را رد کرد؛ هم بدین سبب که لیبیوس سوروس را به عنوان امپراتور مشروع به‌رسمیت نمی‌شناخت و قصد نداشت برای نجات کسی که او را یک «غاصب» می‌دانست مداخله کند و هم به سبب اثری که یک معاهدهٔ صلح با وندال‌ها در ۴۶۲ داشت، معاهده‌ای که در آن امپراتوری شرقی در عوضِ بی‌طرفی خود، امتیاز استرداد شهبانوها (پرنسس‌ها) ی خود را کسب کرد.
ریکیمر پی‌برد که برگزیدن لیبیوس سوروس به عنوان امپراتور مضر به حال امپراتوری بوده‌است چراکه نه‌تنها به شورش‌های ژنرال‌های وفادار به مایوریانوس در گالیا و دالماسی انجامیده و متعاقب آن این مناطق از امپراتوری منفصل (تجزیه) شدند بلکه حتّی ریکیمر را واداشته زمین‌هایی هرچه بیشتر به گروه‌های بربر ساکن آنجا (بورگوندی‌ها و ویزیگوت‌ها) واگذار کند تا حمایت [ــِـ آنان] را در برابر شورشیان کسب کند؛ همچنین ریکیمر برای بهبود دادن وضع امپراتوری نیاز به حمایت نظامی روم شرقی داشت که البته لیبیوس را به‌عنوان امپراتور مشروع به‌رسمیت نمی‌شناخت؛ بنابراین ریکیمر با این گمان که اکنون بر سریر قدرت ماندنِ لیبیوس سوروس مضر خواهد بود، در ۴۶۵ او را مقتول ساخت. با کشتن امپراتور، دو سال خلاءقدرت پدید آمد که طی آن کنترل بر روم غربی رسماً توسط امپراتور روم شرقی یعنی لئون یکم اِعمال می‌شد تا اینکه یک امپراتور جدید برای روم غربی منصوب شد و این‌بار انتصاب توسط روم شرقی انجام گرفت و ریکیمر ناچار شد این امپراتورِ تحمیلیِ روم شرقی را به‌رسمیت بشناسد: آنتمیوس.
در ۴۶۷ میلادی امپراتور روم شرقی یعنی لئون یکم تلاش نمود با یک اقدام مشترکِ وندال‌ستیز، اوضاع امپراتوری غربی را بهبود دهد. با این‌حال نبرد رأس الطیب (در شمال تونس که به جنوب ایتالیا نزدیک است) که دو امپراتوری مشترکاً علیه وندال‌ها به‌راه انداختند به افتضاح کشانده‌شد: در ۴۶۸ یک ناوگان بزرگ مشترک که توسط هر دو امپراتوری تهییه شده‌بود بدست وندال‌ها نابود شد، وندال‌هایی که تسلط خود بر سیسیل، ساردنی و بالئاری را تحکیم نموده‌بودند، در حالی‌که امپراتوری شرقی با خالی کردن صندوق‌های خزانه‌اش برای تأمین مالی این قشون‌کِشی مفتضحانه دیگر نمی‌توانست به نیمهٔ غربی امپراتوری کمکی کند. بر طبق نتیجه‌گیری برخی پژوهشگران، شکست ۴۶۸ برای امپراتوری غربی مرگبار بود: در حقیقت اگر امپراتوری غربی آفریقا را بازپس می‌گرفت، افزون‌بر محو خطر وندال‌ها، به بازپس‌گیری یک منبع مهمی از درآمد می‌انجامید که به‌لطف آن می‌توانست امکان بازپس‌گیری تدریجی اسپانیا و سپس گالیا را داشته‌باشد؛ در عوض با شکست این نبرد دریایی، اکنون برای امپراتوری غربی صرفاً ایتالیا و کمی بیشتر از آن باقی‌ماند، این مناطق درآمدهایی نصیب [امپراتوری] می‌کردند که برای تدارک دیدنِ ارتشی نیرومند که در حد و اندازهٔ بازپس‌گیری قلمروهای از دست‌رفته یا حداقل در حد تحت‌نظر نگه‌داشتن بربرها باشد، بسیار ناچیز بودند.
ویزیگوت‌ها و پادشاه جدیدشان یوریک (که در ۴۶۶ به تاج و تخت رسیده‌بود) از شکست رومیانِ شرقی و غربی در ۴۶۸ سودجُستند. در ۴۶۹ این پادشاه جدید ویزیگوت‌ها که مشتاق ایجاد یک پادشاهی کاملاً مستقل از روم بود به استان‌های گالیایی که تاکنون در دست امپراتوری بودند یورش بُرد: آنتمیوس تلاش کرد جلوی پیشروی پادشاه ویزیگوت‌ها را بگیرد و با پادشاه بریتون‌ها به نام ریوتاموس متحد شد، امّا او در ۴۷۰ از یوریک شکست خورده و به میان بورگوندی‌ها گریخت. یک سال بعد در ۴۷۱، ارتش ویزیگوت‌ها یک پیروزی قاطع بر ارتش امپراتوری در حوالی رون کسب کرد: در این نبرد یکی از پسران آنتمیوس به‌نام آنتمیولوس جان داد. [ویزیگوت‌ها] پس از آنکه سرحدات خود را تا لوآر رساند، در سال‌های بعد اوورنی را هم متصرف شده و آرل و مارسی (هر دو در ۴۷۶) را تصرف کردند. پادشاه جدیدشان حتّی موفقیت‌هایی در هیسپانیا نیز کسب کرد، جایی که تاراگونا و ساحل مدیترانه‌ای شبه‌جزیره ایبری را متصرف شد (۴۷۳) که تا ۴۷۶ (سال فروپاشی روم غربی) به‌استثنای یک نوار کوچک که در دست سوئبی‌ها بود.
شکست‌های مزبور روابط میان آنتمیوس و ریکیمر ــ که در رأس دو ارتشِ اکثراً متشکل از بربرها بودند ــ را سرد کرده و این دو در دروازه‌های روم با یکدیگر رویارو شدند. آنتمیوس با حمایت سنا خود را در شهر روم که مورد محاصرهٔ ریکیمر و الیبریوس (که ظاهراً از سوی پادشاه وندال‌ها یعنی گایسریک پشتیبانی می‌شد) واقع شده بود محصور ساخت. پس از پنج ماه محاصره، روم سقوط کرد (۴۷۲) و برای سومین مرتبه از آغاز سده پنجم (سال‌های ۴۱۰ و ۴۵۵) مورد غارت قرار گرفت. آنتمیوس درگذشت و چند ماه بعد ریکیمر و الیبریوس هم مُردند.

## مهاجرت و یورش اقوام مهاجر

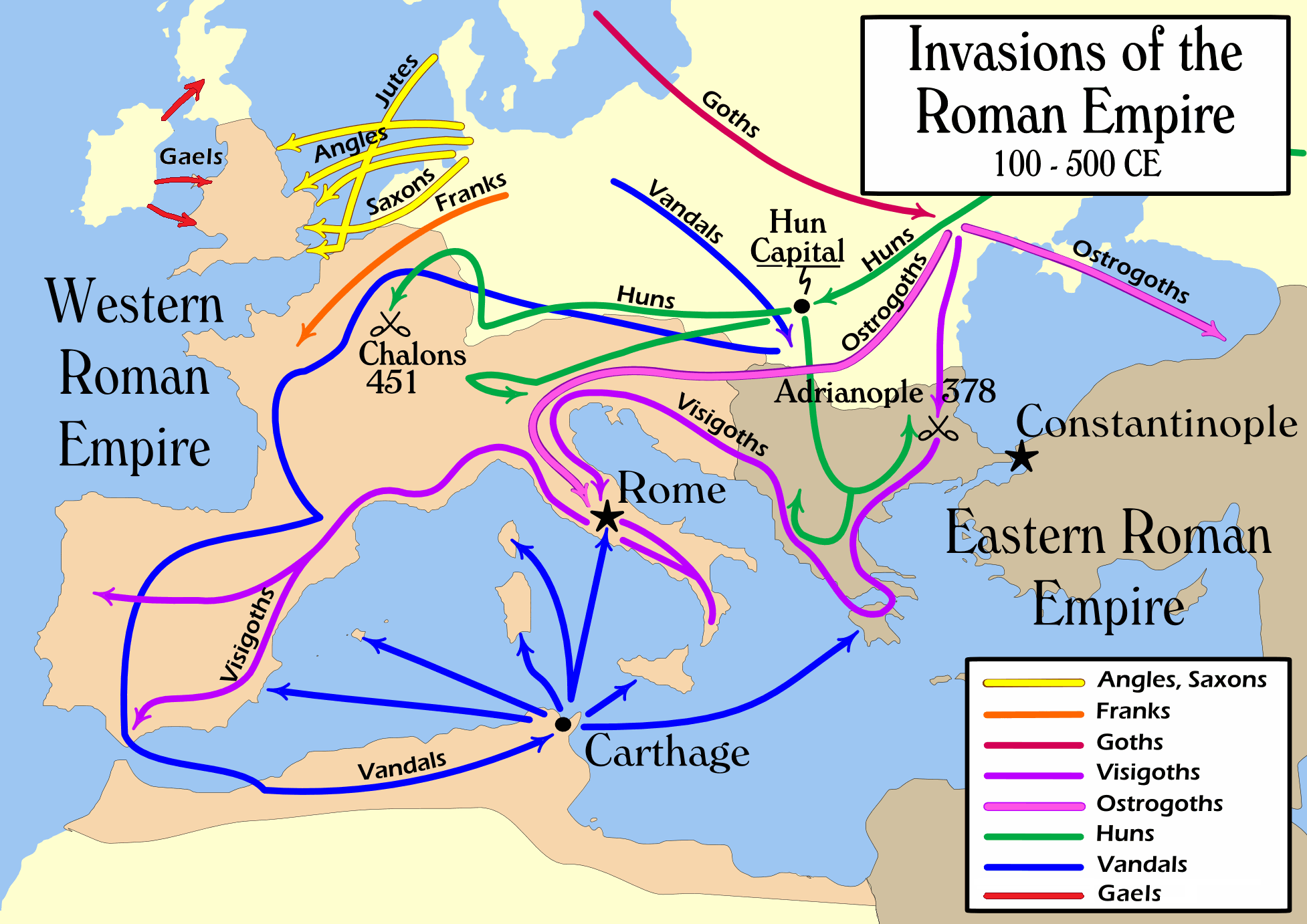
نقشه تسخیر امپراتوری روم غربی

پس از یک دوره فترت، اورست، پسر خود رومولوس را که سیزده ساله بود، امپراتور خواند و به نام او، و برای مدت کوتاهی، زمام امور را به دست گرفت. اقوام مهاجری که کمک و یاور روم بودند یعنی آن‌ها که در ارتش رومی خدمت می‌کردند، برای رعایت احتیاط از ملت‌ها و اقوام کوچک انتخاب می‌شدند، این اقوام عبارت بودند از هرولی‌ها، روژها، اسکایرها ولی اتفاقاً همه این افراد به رهبری یکی از افسران خود، اودوآکر، قیام کردند. اورست شکست خورد و به قتل رسید، رومولوس اگوستول به کامپانی تبعید شد و کسی را به جانشینی او انتخاب نکردند؛ اودوآکر عنوان شاهی بر خود گذاشت. امپراتوری روم با این وضع رقت‌آور خاتمه پذیرفت(۴۷۶). اقوام مهاجر در همه جا استقرار یافته و همه جا مالک و مختار شده بودند. عهد قدیم به پایان رسید و تمدن‌هایی جدید که مولود فرهنگ یونان و رم و آداب ژرمنی بود ظهور کرد و این کار در قرون وسطی انجام گرفت.
سال ۴۷۶ میلادی، سال سقوط قطعی امپراتوری روم غربی است. سقوطی که در حقیقت از مدت‌ها قبل به صورتی تدریجی آغاز شده بود. چنان‌که می‌توان گفت امپراتوری روم عملاً از سال ۴۰۰ میلادی دیگر وجود نداشت. امپراتوری روم غربی عملاً از بین رفت. ایتالیا ویران شد و روم به شهر ایالتی کوچکی مبدل شد. در میدان اصلی شهر، که زمانی در آن دربارهٔ سرنوشت جهان تصمیم گرفته می‌شد، علف روییده بود و خوکها را برای چرا به آنجا می‌بردند (مانفرد و دیگران، ۱۳۵۳، ص۱۱۴).
از لحاظ تاریخی، غلبه اقوام خارجی شکل خارجی آنچه را که از درون فاسد شده بود ویران ساخت؛ طومار زندگی پیشین را، که با تمام نعمات و نظم و فرهنگ و قانونش به ضعف پیری گراییده و قدرت رشد و تجدید حیات را از دست داده بود، با وحشیگریی تاسف‌انگیز و از بیخ و بن درنوردید. حال، آغاز یک حیات نوین ممکن بود: امپراتوری غرب از میان رفت، اما کشورهای اروپای نوین زاده شدند. هزار سال قبل از میلاد، متجاوزان شمالی وارد ایتالیا شده، ساکنان آن را مطیع ساخته و با آن‌ها مخلوط گشته، و تمدن آنان را کسب کرده بودند و، همراه با خود آنان، طی هشت قرن، تمدن نوینی بنا نهاده بودند. چهارصد سال پس از مسیح، همان واقعه تکرار شد؛ چرخ تاریخ یک دور کامل گشت؛ آغاز و انجام همانند بودند و همه‌چیز به یک رؤیا می‌مانست، رؤیایی که روم نام داشت.

## پیامد سقوط امپراتوری بر مسیحیت
پس از سقوط امپراتوری روم غربی، برای اقوام ژرمن که بر ایالات روم دست‌یافته‌بودند ادارهٔ امور از سطح محلی به بالا دشوار بود. امنیت و نظم کشور به‌هم خورد. زارعان در معرض تطاول جنگجویان خانه‌بدوش قرار گرفتند. این جنگجویان غالباً دهکده‌های روستایی را می‌گرفتند، آن‌ها را در کنف حمایت خود نگه می‌داشتند و مانع تهاجم سایران می‌شدند تا از نتیجهٔ دسترنج زارعان استفاده نمایند. گاهی یکی از این جنگجویان چندین دهکده را تصاحب می‌نمود و تمام مدت با سواران و دار و دسته خویش از دهکده‌ای به دهکدهٔ دیگر می‌رفت تا سور و سات خویش را برای سراسر یک‌سال تأمین کند. پس از یورش ژرمن‌ها بازرگانی از رونق افتاد، از جمعیّت شهرها کاسته شد، پول از گردش افتاد و تقریباً دیگر نه چیزی را می‌فروختند و نه چیزی را می‌خریدند، جاده‌های روم متروک افتاد و هنگامی‌که مردم برای خانه‌های خود به سنگ احتیاج داشتند از سنگ‌های جاده‌ها استفاده می‌کردند. اروپای غربی نه فقط به شکل یک مشت دهکده‌های پراکنده درآمد بلکه رابطه و تماس خود را با حوزه مدیترانه از کف داد.
پس از سقوط امپراتوری روم غربی بدست قبایل وحشی ژرمن در ۴۷۶ میلادی، مردان و زنان جدی و حساس وحشی‌گری‌هایی که در اطرافشان حکمفرما بود را رد کرده و خود را از آن کنار کشیدند و جداگانه صومعه‌هایی را تشکیل دادند. ظاهراً اقوام وحشی که یک نوع احترامی نسبت‌به دیانت این افراد داشتند آن‌ها را به حال خود گذاشتند. این صومعه‌ها در دنیای پراضطراب اطراف خود شبیه جزایر آرام و بی‌دغدغه‌ای بودند که در میان دریایی متلاطم و پرخروش قرار گرفته‌باشند. در جامعه‌ای که از افراد خشن تشکیل یافته‌بود این افراد مسیحی ایام را به تفکر می‌گذرانیدند. عقیده بر این بود که دعای آنان به حال خلق‌های تمامی جهان نافع است و طرز زندگی آنها کافی است که مردمان خودسر و شرور را شرمگین سازد. فی‌الواقع کلیسا بود که مردم غیرمتمدن را به زندگی بهتر و عالی‌تر رهنمون شد و مردم وحشی اروپا از راه کلیسا قدم در شاهراه تمدن نهادند.
اسقف‌ها، سران دیر و رهبانان همگی رم را محترم می‌شمردند زیرا در آنجا بود که پطرس، اولین حواری عیسی، کشته شد. به‌علاوه چون امپراتوری روم غربی دیگر وجود نداشت اسقف شهر رم زمام دولت و خدمات عمومی را در دست گرفت. به این نحو، اسقف این شهر در حالیکه بر عموم مسیحیان تفوق داشت هیچ دولت یا قوهٔ ملکیه‌ای بر اعمال وی ناظر و حاکم نبود. اما در امپراتوری روم شرقی بطریق‌ها تحت نفوذ امپراتور روم شرقی واقع شدند و در نتیجه این سنت ایجاد شد که شخص امپراتور را هم خلیفهٔ روحانی بشمرند و هم عالی‌ترین مرجع در امور دنیوی؛ اما در دنیای مغرب استقلال اسقف رم مؤید اصلی گردید که آن اصل را عموم روحانیون مغرب قبول کردند و آن تفکیک قوهٔ دینی از قوهٔ ملکی-دنیوی بود. بدین‌نحو اساس قدرت پاپ ریخته شد.

## تأثیر مذهب مسیح بر تمدن رومی-غربی
عیسی پایهٔ دین خود را بر اخلاق شخصی و اهمیت فرد گذاشت و هدف بهبود جامعه از راه اصلاح افرادش را تعقیب کرد. تا آن‌زمان، فرد در جامعه تحت‌الشعاعِ و محوِ دولت بود؛ از این‌رو، فکر مسیح که هریک از افراد مردم ممکن است باعث نجات خویش گردد تازگی داشت. تأکید او در مهربانی و همدردی و فداکاری و برادری تمام بشر مسئلهٔ ملیت را از بین برد؛ تعلیم ایمان به بازگشت و رستاخیز و زندگی واپسین موجب شد که همه متوجه عالم عقبی و بی‌اعتنا بدین دنیا شوند و، در نتیجه، نفوذ و اهمیت دولت و جامعه درنظرشان تقلیل یابد.
دین مسیح فکر یگانگی خدا را از یهودیت گرفت و به‌واسطهٔ محدود نکردن خدای یکتا به‌ طایفه و عشیرهٔ معینی همه‌کس توانست او را قبول کند و ابتدا به تمام امپراتوری روم غربی و از آنجا به روسیه و نقاطی که بعدها جزیی از قلمرو اسلام شد و سپس امریکا رسید. فکر رستاخیز مردم را به‌فکر زندگانی آینده انداخت و این اندیشه را، که تا آن زمان معمول نبود، رواج داد. در نتیجه، امیدواری برای بشر پیدا شد. همین امیدواری و نیرومندی در قرن پنجم، که هجوم قبایل ژرمن آغاز گردید، مانع محو شدن تمدن و خرابی کامل غرب شد و در قرون تاریک وسطی مایهٔ روشنایی و موجب تحریک به‌کار و ادامهٔ حیات بود. سازمان دین مسیح نیز باعث شد که کلیسا جای دولت‌ها و حکومت‌ها قرار گیرد و به‌واسطهٔ نفوذ روحانی و معنوی‌اش در مقابل طوایف وحشی و مهاجم سدی باشد.

## امپراتوران روم غربی

### سلسله تئودوسیان (۳۷۹ تا ۴۵۵)
- تئودوسیوس یکم: ۳۷۹ تا ۳۹۵ امپراتور انحصاری
- هونوریوس: ۳۹۵ تا ۴۲۳
  - فلاویوس استیلیکو: ۳۹۵ تا ۴۰۸ به عنوان نایب‌السلطنه
  - کنستانتین سوم: ۴۰۸ تا ۴۱۱ غاصب
- پریسکوس آتالوس: ۴۰۹ تا ۴۱۰ / ۴۱۴ تا ۴۱۵ غاصب
- ژوینیوس: ۴۱۴ تا ۴۱۲ غاصب
- والنتینیان سوم: ۴۲۳ تا ۴۵۵
  - گالا پلاچیدیا: ۴۲۳ تا ۴۳۳ نایب السلطنه
  - فلاویوس آییتیوس: ۴۳۳ تا ۴۵۴ نایب السلطنه
- ژوآنس: ۴۲۳ تا ۴۲۵ غاصب

### غیر سلسله (۴۵۵ تا ۴۸۰)
- پترونیوس ماکسیموس: ۴۵۵ در کنستانتینوپل به رسمیت شناخته نمی‌شد
- آویتوس: ۴۵۵ تا ۴۵۶ در کنستانتینوپل به رسمیت شناخته نمی‌شد
  - ریکیمر: ۴۵۶ تا ۴۷۲ قدرت در پشت تاج و تخت
- ماژوریان: ۴۵۷ تا ۴۶۱
- لیبیوس سوروس: ۴۶۱ تا ۴۶۵ در کنستانتینوپل به رسمیت شناخته نمی‌شد
- آنتمیوس: ۴۶۷ تا ۴۷۲
- الیبریوس: ۴۷۲ در کنستانتینوپل به رسمیت شناخته نمی‌شد
- گلیسریوس: ۴۷۳ تا ۴۷۴ در کنستانتینوپل به رسمیت شناخته نمی‌شد
- ژولیوس نپوس: ۴۷۴ تا ۴۸۰ در تبعید ۴۷۵ تا ۴۸۰
- رومولوس آگوستولوس: ۴۷۵ تا ۴۷۶ در کنستانتینوپل به رسمیت شناخته نمی‌شد
  - فلاویوس اورستس: ۴۷۵ تا ۴۷۶ قدرت در پشت تاج و تخت (پدر رومولوس آگوستولوس)

فلاویوس اورستس توسط مزدوران ژرمن در شورشی کشته شد. رئیس قبیله‌شان اودوآکر، کنترل ایتالیا را به عنوان یک حق دوژوره قانونی ژولیوس نپوس و امپراتور روم شرقی زنون فرض کرد.